# Rheinhausen (Niederrhein)
Rheinhausen war eine Stadt im damaligen Kreis Moers, die zum 1. Januar 1975 in die Großstadt Duisburg eingemeindet wurde. Das ehemalige Stadtgebiet bildet seither den Stadtbezirk Rheinhausen.

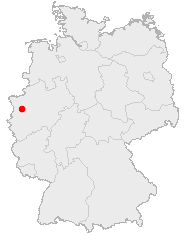
Deutschlandkarte, Position von Rheinhausen hervorgehoben

Stadtteller mit Stadtwappen

Rheinhauser Stadtflagge mit Wappen

## Geschichte

### Frühgeschichte
Siedlungsspuren lassen sich in Rheinhausen bis in die Römerzeit nachweisen. So wurden bei Kanalisationsarbeiten in der Zechensiedlung Diergardt am Ende des Grünen Weges Überreste einer römischen Wachstation gefunden, die zum Schutze des Limes dort gebaut worden war. Eine Bronzetafel und Straßenmarkierungen erinnern daran. Die alte Römerstraße am linken Niederrhein (z. T. als B 57) verläuft am Rande Rheinhausens. An der Stadtgrenze zum Moerser Ortsteil Asberg, zum Teil auf Rheinhausener Gebiet, befinden sich die Reste eines Außenlagers der Römer, genannt Asciburgium. Auch soll der aus Irland stammende Bischof Ludger unter anderem auch in der Gegend von Rheinhausen als Missionar tätig gewesen sein.
- Zur römischen Vergangenheit Rheinhausens siehe auch die separaten Artikel Kleinkastell Werthausen sowie Asciburgium.

### Entwicklung ab dem Mittelalter

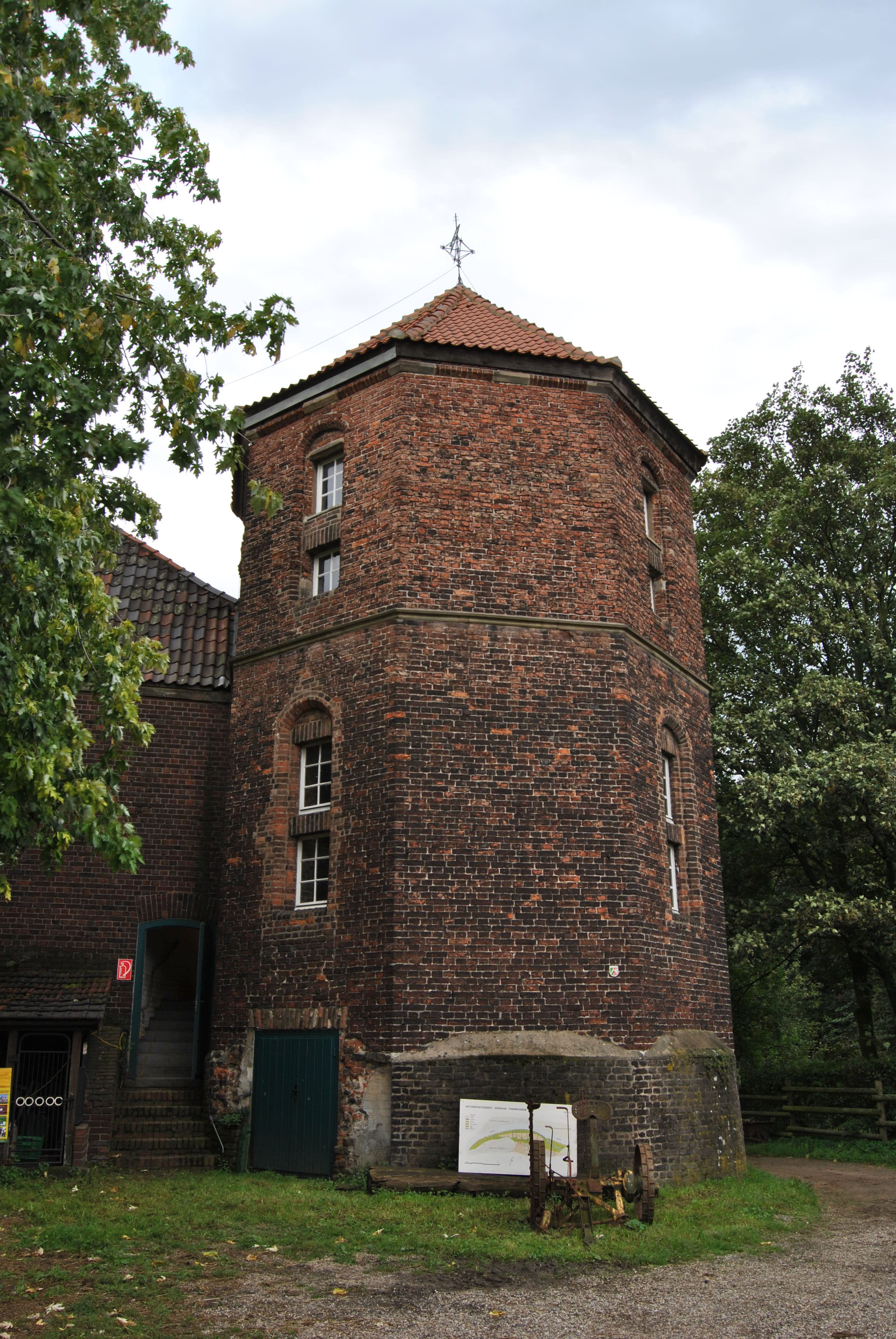
Der achteckige Schlossturm des Werthschenhofes in Friemersheim von 1487

Die Ortsteile Hochemmerich und Friemersheim wurden schon um 900 urkundlich erwähnt, und zwar als „Kirchdorf Hochemmerich“ und „Herrlichkeit Friemersheim“. In der Vita Hludovici, der Biographie Ludwigs des Frommen, wird von einer Reichsversammlung in Friemersheim berichtet, die im Jahre 799 stattgefunden haben soll. Auch Karl der Große soll hier einen Reichstag abgehalten haben und zu Beginn des 9. Jahrhunderts schenkte er Friemersheim dem Kloster Werden. Während das Kirchspiel Hochemmerich schon lange zur Grafschaft Moers gehörte, wechselte die Herrlichkeit Friemersheim im 14. Jahrhundert den Besitzer. Rheinhausen wird erstmals im Heberegister des Stiftes Gerresheim (12./13. Jh.) erwähnt; Graf Vincenz von Moers erhielt 1481 den Hof Rheinhausen vom Abt zu Werden als Lehen. Die Stadtbildung ging jedoch nicht von diesem Hof aus, dessen Name erst mit der Wirtschafts- und Verkehrsentwicklung im 19. Jh. hervortrat, sondern von den Bürgermeistereien Hochemmerich und Friemersheim.
Das Gebiet der Stadt Rheinhausen gehörte bis ins 9. Jh. dem fränkischen Königshaus (Friemersheim Königshof), kam durch Schenkung zur Abtei Werden, gelangte im 14. Jh. an die Grafen von Moers, dann an Nassau-Oranien 1601, an Preußen 1702. Zuvor schlug Ludwig der XIV. im Jahre 1672 bei einem Feldzug gegen Holland auf dem Borgschenhof sein Feldquartier auf.
Die Bewohner der Grafschaft Moers wurden bereits in der Mitte des 16. Jahrhunderts protestantisch (lutherisch, später calvinistisch, auch reformiert genannt). 1702 fiel die Grafschaft Moers an das Königreich Preußen im Rahmen einer Erbfolge. 1706 wurde die Grafschaft Moers auf Antrag der Preußen vom „Deutschen Kaiser“ zu einem Fürstentum erhoben.
Zwischen 1794 und 1814 war die Region unter Napoleon französisches Territorium, u. a. wurde der Code civil hier eingeführt. Besetzung durch preußische Truppen am 6. Dezember 1813.
Beim erneuten Übergang des linken Rheinufers als Ergebnis des Wiener Kongresses an Preußen (1815) kam der Kanton Moers mit Hochemmerich zum Regierungsbezirk Kleve der Provinzialverwaltung Köln. Hochemmerich kam 1816 zum Kreis Rheinberg und nach dessen Auflösung 1823 zum Kreis Geldern. Friemersheim gehörte zum Kreis Krefeld und kam mit Hochemmerich 1857 zum neugebildeten Kreis Moers. Bis heute gelten in den linksrheinischen Stadtteilen Rheinhausen und Homberg Relikte aus dem napoleonischen Code civil, z. B. das Nur-Notar-System.

### Gerichtsbarkeit
Hofgerichte existierten in Hochemmerich, Friemersheim (Burg) und Asterlagen um 1324; das Schöffengericht Hochemmerich wird erwähnt 1343. Die ehemalige Herrlichkeit Friemersheim hatte ihr eigenes Gericht und die Schöffen von Friemersheim führten jahrhundertelang die Friemersheimer Rosen aus dem Wappen der Herren von Friemersheim in ihrem Siegel. In der Moerser Grafenzeit hatte Friemersheim ein Landgericht unter Vorsitz des Moerser Schultheißen, gegen dessen Entscheidungen es eine Berufungsmöglichkeit an das Obergericht in Moers gab. 1624 heißt es: „die Herrlichkeit Friemersheim besteht in einer Gerichtsbank, welches Gericht auf der Culue (Kölve) gehalten wird“; zu seinem Bezirk gehörten außer Friemersheim u. a. auch Capellen, Schwafheim, Rumeln, Kaldenhausen, Bergheim, Oestrum, Bliersheim, Rheinheim (muss wohl Rheinhausen heißen), Atrop, Werthausen und Asterlagen. In Friemersheim wurde alle 14 Tage Gericht gehalten. 1755 löste die preußische Regierung die alten Schöffengerichte auf, damit verlor Friemersheim sein eigenes Gericht.

### Stadtwerdung
Das spätere Stadtgebiet gehörte seit 1794 zu den Bürgermeistereien Hochemmerich und Friemersheim, die wie folgt untergliedert waren:
- Bürgermeisterei Hochemmerich mit den Landgemeinden Bergheim, Hochemmerich und Oestrum, zusammen rund 1704 ha. 1885:
  - Landgemeinde Bergheim 288 ha (davon 221 ha Acker, 36 ha Wiese, 6 ha Holzungen),
  - Landgemeinde Hochemmerich 1143 ha (davon 657 ha Acker, 248 ha Wiese, 17 ha Holzungen),
  - Landgemeinde Oestrum 273 ha (davon 196 ha Acker, 41 ha Wiese, 12 ha Holzungen).
  - sowie die Bauerschaften Atrop, Rheinhausen, Werthausen, Asterlagen und Winkelhausen
- Bürgermeisterei Friemersheim mit den Landgemeinden Bliersheim, Friemersheim, Hohenbudberg-Kaldenhausen und Rumeln, zusammen etwa 2700 ha. 1885:
  - Landgemeinde Bliersheim 272 ha (davon 175 ha Acker, 42 ha Wiese, 12 ha Holzungen),
  - Landgemeinde Friemersheim 778 ha (davon 467 ha Acker, 131 ha Wiese, 39 ha Holzungen),
  - Landgemeinde Hohenbudberg-Kaldenhausen 942 ha (davon 694 ha Acker, 65 ha Wiese, 31 ha Holzungen),
  - Landgemeinde Rumeln 699 ha (davon 507 ha Acker, 99 ha Wiese, 48 ha Holzungen).

Im französischen Département de la Roer gehörte Friemersheim von 1798/1801 bis 1814 zum Kanton Uerdingen im Arrondissement de Crévelt (Krefeld). Unter den Preußen wurde am 1. Mai 1816 die Bürgermeisterei Friemersheim im Kreis Krefeld in der preußischen Provinz Jülich-Cleve-Berg, Regierungsbezirk Düsseldorf, gebildet. 1823 wurde der Kreis Rheinberg aufgelöst. Sein Gebiet gehörte bis 1857 zum Kreis Geldern. Die Bürgermeisterei Friemersheim verblieb zunächst im Kreis Krefeld. Nach einer erneuten Umstrukturierung wurde aus dem Kreis Geldern 1857 der Kreis Moers herausgelöst, in den nun auch die Bürgermeisterei Friemersheim eingegliedert wurde.
Mit der Ansiedlung der Firma Krupp 1895 ergab sich für diese das Problem, dass die Werksanlagen sich zum Teil über die Gemeinde Bliersheim, z. T. über den Gemeindebezirk Hochemmerich erstreckten. Mehrere Versuche auch der Firma Krupp, die Gemeindegrenzen zu ändern, scheiterten am Widerstand des Landrates des Kreises Moers (ein Vorschlag bestand darin, das Werksgelände Hochemmerich zuzuschlagen oder die Gemeindegrenze an der Bahnlinie neu zu ziehen). Auch eine beabsichtigte Personalunion des Bürgermeisteramtes von Hochemmerich und Friemersheim scheiterte. Ein Vereinigungsvorschlag für beide Bürgermeistereien vom 17. Januar 1909 wurde durch die Bürger Friemersheims in einer allgemeinen Volksversammlung am 7. März 1909 abgelehnt.
In den 1920er Jahren wurde der industrialisierte Süden des Kreises Moers neu gegliedert. Zunächst wurde am 1. Juli 1920 die Gemeinde Bliersheim nach Friemersheim eingemeindet. Bergheim und Oestrum wurden am 1. April 1921 in die Gemeinde Hochemmerich eingemeindet.
Auf Veranlassung des Moerser Landrates wurden zur Vorbereitung des Zusammenschlusses Eingemeindungsausschüsse eingerichtet, die sich am 21. Februar 1922 grundsätzlich auf einen Gemeindezusammenschluss einigten, der vertraglich am 21. Oktober 1922 besiegelt wurde. Dabei wurden auch Vereinbarungen zur Schul-, Wasser- und Stromversorgung und zur Errichtung gemeinsamer Einrichtungen im späteren Stadtkerngebiet getroffen. Lediglich Rumeln und Hohenbudberg-Kaldenhausen bestanden weiterhin auf ihrer Selbstständigkeit, waren aber mit einer gemeinsamen Bürgermeisterei einverstanden.
Die Gemeinden Hochemmerich und Friemersheim wurden am 6. April 1923 durch Ministerialerlass zur neuen Landgemeinde Rheinhausen zusammengeschlossen. Das namensgebende Rheinhausen, nunmehr die größte Landgemeinde Preußens, war bis dahin eine kleine Bauerschaft, die sich östlich an die Dorfschaft Werthausen anschloss. Beide gehörten zur Bürgermeisterei Hochemmerich. Der Name geht zurück auf die mittelalterliche Bezeichnung vom „curia rynhusen“ (Hof Rheinhausen), der so schon anno 1218 im Heberegister der Äbtissin Gula von Gerresheim erwähnt wurde.
Zeitgleich wurden auch die Bürgermeistereien Hochemmerich und Friemersheim zur Bürgermeisterei Rheinhausen vereinigt, die neben der Gemeinde Rheinhausen die Gemeinden Hohenbudberg-Kaldenhausen und Rumeln umfasste. Der Südteil der Gemeinde Hohenbudberg-Kaldenhausen wurde 1927 in die Stadt Uerdingen im Landkreis Krefeld umgemeindet. Der Rest der Gemeinde Hohenbudberg-Kaldenhausen verblieb als Gemeinde Kaldenhausen in der Bürgermeisterei Rheinhausen. Die Bürgermeisterei Rheinhausen wurde seit dem 1. Januar 1928 als Amt Rheinhausen bezeichnet.
Auf Grund eines Erlasses des preußischen Innenministers vom 20. Juni 1934 erhielt die Gemeinde Rheinhausen am 1. Juli 1934 die Stadtrechte. Damit wurde erst neun Jahre nach dem Antrag der Gemeinde dem Antrag auf Verleihung der Stadtrechte durch den preußischen Innenminister zugestimmt; gerade auf Seiten des Kreises Moers gab es Vorbehalte. Der Provinziallandtag des Rheinlandes hatte bereits im Jahre 1930 dazu seine Zustimmung gegeben.
Am 1. Juni 1934 wurde der größte Teil von Kaldenhausen nach Rumeln eingemeindet. Gebietsteile von Kaldenhausen im Bereich des Rangierbahnhofs und der Eisenbahnersiedlung Hohenbudberg kamen zu Rheinhausen. Das Amt Rheinhausen wurde aufgehoben, wodurch das um Kaldenhausen vergrößerte Rumeln zu einer amtsfreien Gemeinde wurde. Die Gemeinde Rumeln wurde 1950 in Rumeln-Kaldenhausen umbenannt.

### Industriegeschichte

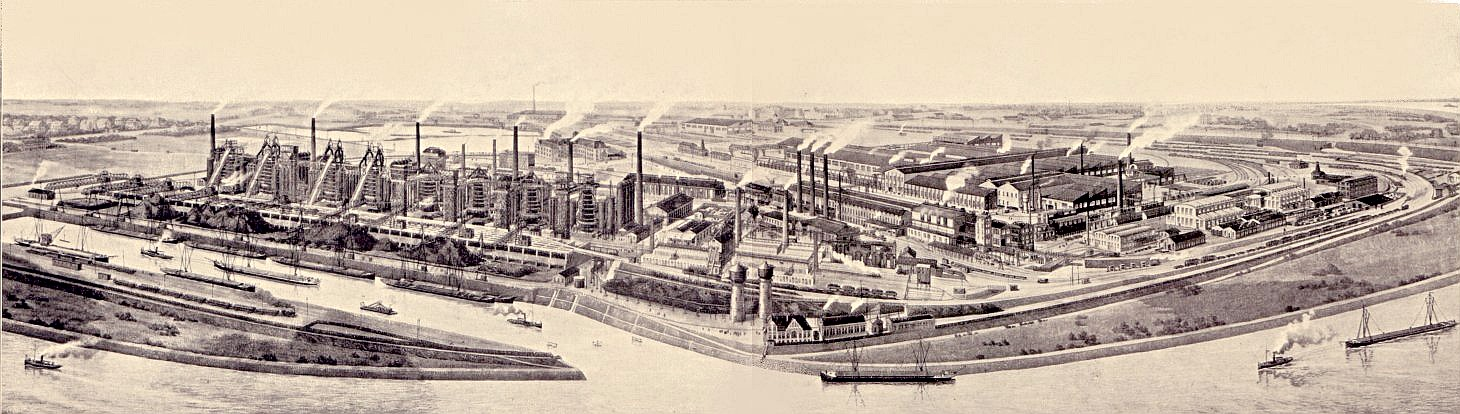
Krupp Hüttenwerke Rheinhausen Anfang des 20. Jahrhunderts

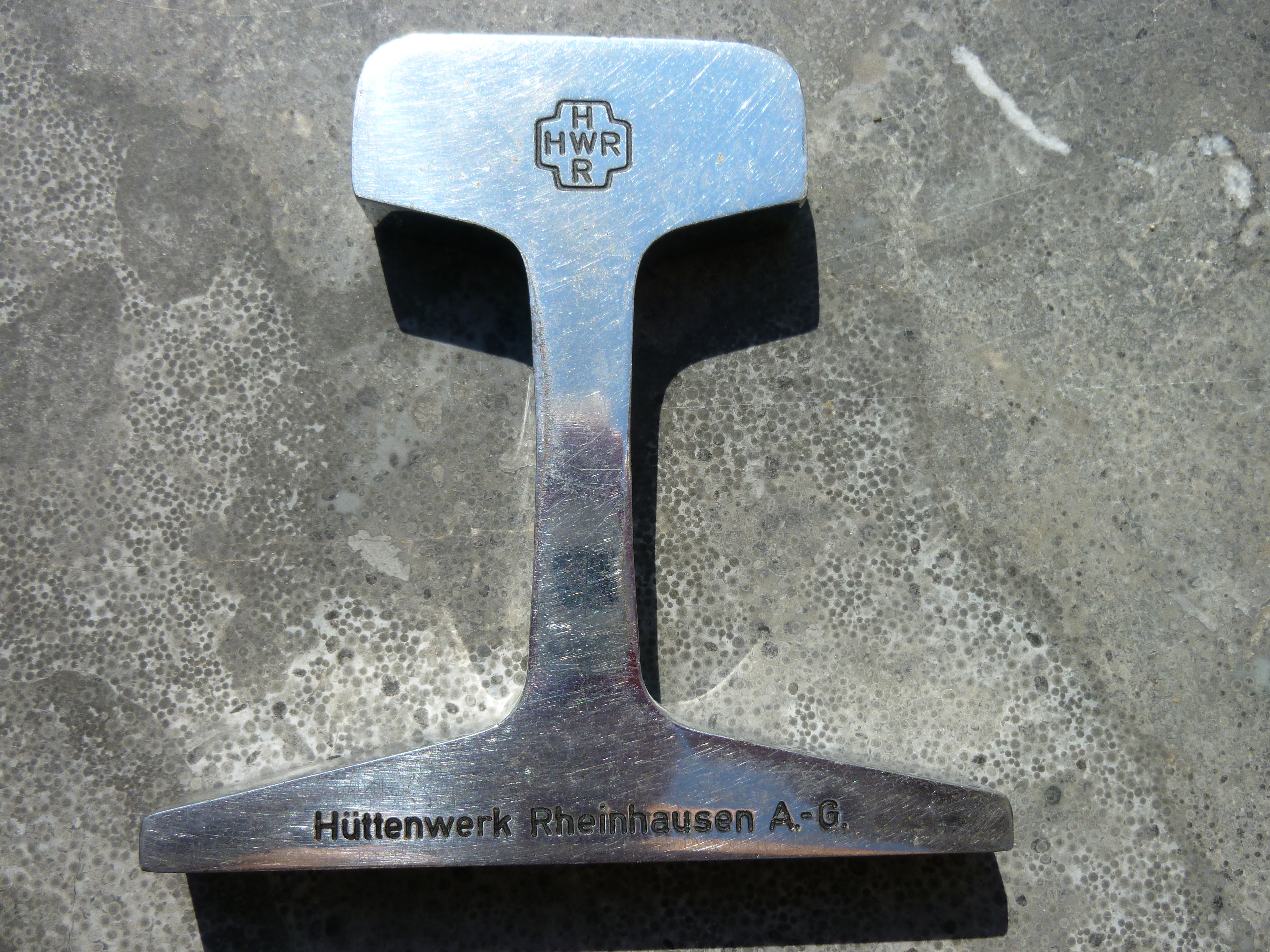
Querschnitt durch eine Vignolschiene mit HWR-Logo, ca. 1950

Im landwirtschaftlich geprägten Gebiet der späteren Stadt Rheinhausen gab es lange Zeit neben der 1857 gegründeten Dampfziegelei Schrooten (die bis 1963 arbeitete) nur eine Brauerei (Rheingold-Brauerei, von 1827 bis 1986) und eine Bottichfabrik. Anfang des 20. Jahrhunderts kamen eine Reihe weiterer Ziegeleien hinzu.
Auf Initiative von Friedrich Alfred Krupp wurden im Jahre 1893 die Planungen für das Hüttenwerk Rheinhausen durch den Ingenieur Gisbert Gillhausen aufgenommen, das schließlich als „Friedrich-Alfred-Hütte“ benannt wurde. Der erste Spatenstich erfolgte am 15. Oktober 1895. Bereits am 18. Dezember 1897 wurden die ersten Hochöfen angeblasen. In den Jahren vor dem Ersten Weltkrieg galt das Werk als das größte Europas und besaß einen eigenen Rheinhafen. Die Produkte umfassten Schienen, Stab- und Profilstahl, Halbzeug, Schwellen und Walzdraht.
Mit der Ansiedlung der Firma Krupp Ende des 19. Jahrhunderts begann eine Zeit der wirtschaftlichen Blüte der Stadt und ihrer Vorgängergemeinden einhergehend mit starker Umweltverschmutzung. Das Dorf Bliersheim verschwand mit Ausnahme der Beamtensiedlung völlig unter dem Industriegelände der Firma Krupp. Ergänzt wurden die Hüttenwerke ab 1907 durch den Krupp Stahlbau (seit 1941 eigenständige Firma).
Die Firma Krupp nahm lange Zeit eine wichtige Rolle für die urbane Entwicklung Rheinhausens ein: Krupp ließ eine Mustersiedlung für die Stahlarbeiter bauen (Margarethensiedlung), einen kleinen Bahnhof am Werkstor I (Bahnhof Rheinhausen-Ost) sowie ein Krankenhaus, das den Namen der Krupp-Tochter und -Alleinerbin Bertha trug, außerdem zahlreiche weitere Sozialeinrichtungen, wie eine Bücherei, Kindergärten und eigene Konsumanstalten.
Auf dem Gebiet der Stadt Rheinhausens existierten zwei Zechen. Bei der Suche nach einem möglichen Kohleabbau wurde man am 8. August 1855 in 313 Fuß Tiefe fündig. 1857 wurde das Grubenfeld Diergardt verliehen. Dieses wurde 1872 in drei Felder unterteilt. Es waren dies Diergardt in Rheinhausen-Asterlagen, Wilhelmine Mevissen in Bergheim-Oestrum und Fritz in Rumeln-Kaldenhausen. Das ab 1910 erschlossene Abbaugebiet erstreckte sich auf der einen Seite unter dem Rhein durch auf das rechte Stromufer, auf der anderen Seite über Rumeln hinaus. Vom 14. Dezember 1911 bis zum 31. Oktober 1967 wurde die Zeche Diergardt in Asterlagen betrieben, von 1914 bis zum 30. Juni 1973 die Zeche Wilhelmine Mevissen in Bergheim. Dabei musste auch Rheinhausen bei einem großen Grubenbrand vom 9. auf den 10. Dezember 1928 einen Tribut mit dem Tod von 10 Kumpeln zahlen. Am 14. Mai 1951 forderte ein Schachtbrand einen weiteren Toten. Auf beiden Zechenarealen befinden sich heute Gewerbegebiete.

### Beginn des 20. Jahrhunderts bis in die 1930er Jahre
In der Zeit nach der Ansiedlung der Fa. Krupp erlebte die Gegend des späteren Rheinhausen eine schnelle Entwicklung. 1897 wurde der werkseigene Hafen des Hüttenwerks angelegt, seit 1928 der Zechenhafen Diergardt-Mevissen bei Essenberg. Die Infrastruktur wurde vervollständigt: 1908 Wasser- und Elektrizitätswerk, Kanalisationsarbeiten durchgeführt 1921 bis 1924 (mit getrennter Schmutz- und Regenwasserentwässerung), Gaswerk erbaut 1934/35, Kläranlage errichtet 1951, Drehstrom von der Rheinisch-Westfälischen Elektrizitätsgesellschaft 1954. Bertha-Krankenhaus des Hüttenwerks seit 1914. Eine Sparkasse wurde 1902 in Friemersheim und 1905 in Hochemmerich gegründet; 1924 Zusammenschluss zur Sparkasse Rheinhausen. 1919 wurden die beiden Spar- und Bauvereine Friemersheim und Rheinhausen gegründet.
Am 9. Dezember 1918 rückten belgische Besatzungstruppen ein. Seit 1922 bestand ein belgisches Truppenlager im Rahmen der alliierten Rheinlandbesetzung an der Schwarzenberger Straße (am späteren Glückaufplatz). Im Jahre 1923 verschärfte sich die Auseinandersetzung mit den Alliierten. Am 27. Januar wurde von diesen eine Zolllinie errichtet, die Militärbehörde verhängte am 30. Januar 1923 den Besatzungszustand, beides wegen rückständiger Reparaturleistungen. Bei einem Attentat auf der Eisenbahnbrücke zwischen Hochfeld und Rheinhausen werden am 23. Juni 1923 acht belgische Soldaten ermordet. Der Widerstand gegen die Rheinlandbesetzung wird am 23. September 1923 für beendet erklärt. Am 26. Januar 1926 zieht das 1. Bataillon des 1. Jägerregiments der belgischen Armee aus dem Truppenlager an der Schwarzenberger Straße ab. In den leeren Baracken wohnen danach deutsche Familien, das Hauptgebäude wird später zum Stadttheater umgebaut. Selbiges wurde in den 1970er Jahren abgerissen. An der Stelle steht heute ein integrativer Kindergarten.
Zwischen 1928 und 1930 wird an der Gartenstraße der Hindenburgpark mit einer Fläche von fünf Hektar angelegt. In der geografischen Stadtmitte war zwischen 1915 und 1918 das spätere Rathaus als Oberschule errichtet worden, das ab Mitte der 1930er Jahre als Rathaus genutzt wurde.

### Zeit des Nationalsozialismus
Am 1. März 1933 wurden insbesondere Aktivisten der KPD Rheinhausen aufgrund der Reichstagsbrandverordnung verhaftet und am 1. August 1933 in das KZ Börgermoor verlegt, darunter auch der in Oestrum wohnende Johann Esser, der dort das Moorsoldatenlied komponierte.
Zum 1. Juli 1934 wurde Rheinhausen vom preußischen Innenminister die Stadtrechte verliehen; die Stadt gehörte (wie die Vorgängergemeinden seit 1857) weiterhin zum Kreis Moers.
Die Feierlichkeiten zur Stadtwerdung waren stark von nationalsozialistischer Propaganda durchsetzt; die Stadt wurde als „jüngste Stadt im Dritten Reich“ gefeiert. Wie weit die Bevölkerung Rheinhausens in den Jahren der Hitlerdiktatur hinter dem System stand, ist nicht klar erkennbar. Bekannt sind allerdings folgende Fakten: Eine Ortsgruppe der NSDAP gründete sich im Juli 1926. Der Stimmanteil der NSDAP in Rheinhausen bei der Reichstagswahl 1928 betrug 4,8 %. Bei der Reichstagswahl Juli 1932 erzielte die NSDAP jedoch 36,6 % (SPD/KPD: 38,5 % – DNVP: 7,1 % – Zentrum: 18,1 %). Bei der Kommunalwahl am 12. März 1933 erzielte die NSDAP mit 49,7 % 16 Sitze, die Kampffront vier, die übrigen Parteien zehn Sitze.
Für Mitte 1934 ist ein großer Umzug der SA auf der Friedrich-Alfred-Straße nachgewiesen und zur Brückeneinweihung 1936 besuchte Joseph Goebbels Rheinhausen. An der Werthauser Straße wurde 1939 ein HJ-Heim eingeweiht. Weitere geplante HJ-Heime in Friemersheim und Bergheim (an der Bergheimer Mühle) kamen ebenso wenig zur Realisierung wie eine Neugestaltung des Stadtkerns nach einer Planung des Regierungsbaumeisters a. D. Walter Corinth († 1942) aus dem Jahre 1941. Hiernach war beispielsweise anstelle des Stadttheaters ein Parteiforum für Massenveranstaltungen geplant worden. In Erinnerung bleibt die NS-Zeit in Rheinhausen im Wesentlichen durch die zahlreichen Bunkerbauten in der „Bunkerstadt“ des Reiches (siehe unten).
Obwohl die Rheinhauser Stadtgeschichte durch den damaligen Stadtarchivar Friedrich Albert Meyer (1883–1967) detailliert in mehreren Bänden in den 1950er und 1960er Jahren geschildert wurde (siehe unter Literatur), fehlen alle Angaben zu Arisierungen, Verfolgungen Andersdenkender und Beschäftigung von Zwangsarbeitern. Dass letztere stattfand, ist nur allgemein, z. B. für die Firma Krupp, bekannt. Dort sollen im Jahre 1944 474 Zwangsarbeiterinnen beschäftigt gewesen sein. Insgesamt kamen ca. 250 Personen zu Tode. So verbrannten am 22. Mai 1944 35 russische Zwangsarbeiterinnen und ein Kleinkind bei einem Fliegerangriff auf das Barackenlager an der Friedrich-Alfred-Straße vor den Toren Krupps. Ihnen standen die Bunkerbauten nicht zur Verfügung, Ein Gedenkstein findet sich auf dem Trompeter Friedhof, der am 22. Mai 1994 in Anwesenheit von neun Überlebenden eingeweiht wurde. Weiterhin ist der Tod von 57 sowjetischen Kriegsgefangenen standesamtlich vermerkt. Bekannt ist zudem die Verhaftung des in Bergheim lebenden Sozialdemokraten Alfred Hitz, der am 4. Juli 1935 unter ungeklärten Umständen in Duisburg im Gefängnis starb. Nach ihm ist ein Platz in Bergheim benannt und am Geburtsort Essen ein Stolperstein verlegt.
Am 5. März 1945 endete die nationalsozialistische Herrschaft in Rheinhausen durch den Einmarsch amerikanischer Truppen im Rahmen der Operation Grenade.
Im Oktober 1932 lebten in Rheinhausen 73 Einwohner jüdischen Glaubens, hauptsächlich in Friemersheim und Hochemmerich. Bis Oktober 1938 sank die Zahl auf 30. Jüdische Geschäftsinhaber wurden bis Ende der 1930er Jahre enteignet, unter anderem das Kaufhaus Eser, die Fleischerei Nathan und das Modegeschäft Wallach. Lediglich Wallach wurde nach dem Krieg den ehemaligen Besitzern zurückgegeben. Einige Rheinhauser Juden gingen ins Ausland, wo sich die Spuren der meisten verlieren. Die Mehrzahl der Verbliebenen aber kam in Ghettos oder Vernichtungslagern ums Leben, nachweislich mindestens 17.

### Nachkriegszeit

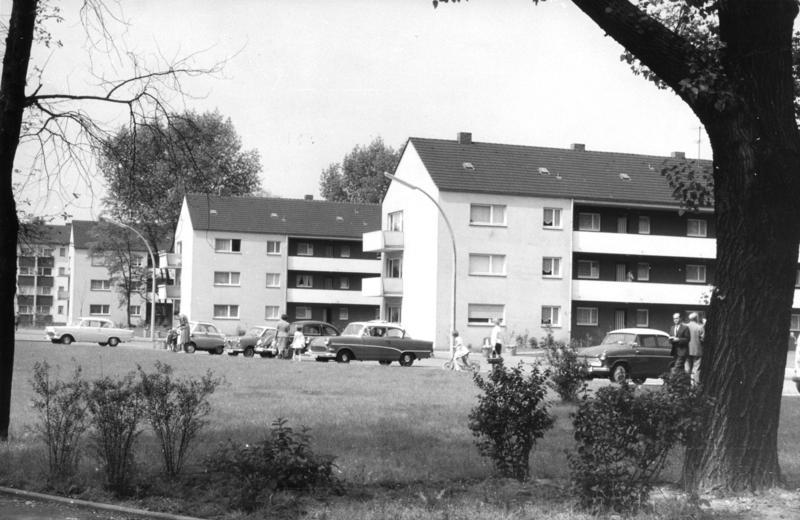
Stadtkernbebauung 1950er Jahre

Rheinhausen wurde Teil der britischen Besatzungszone. Am 13. Februar 1946 trat die noch von den alliierten Besatzern eingesetzte Stadtverordnetenversammlung erstmals zusammen. 1947 wurde das Krupp’sche Stahlwerk von den Besatzungsmächten aus der Demontageliste gestrichen und aus dem Krupp-Konzern entflochten. Es trug danach den Namen „Hüttenwerk Rheinhausen“. Um 1950 wurde der Rheinuferpark begrünt, zwischen 1955 und 1957 erfolgte die Anpflanzung des Volksparkes, Rheinhausens grüne Lunge. Hierdurch wurde der an der Gartenstraße angelegte vormalige Hindenburgpark um das 10-Fache auf 52 ha erweitert und umgestaltet. In den Baulücken zwischen Hochemmerich und Friemersheim entstanden 1950–54 bei der Errichtung von insgesamt 3600 Wohnungseinheiten im ganzen Stadtgebiet neue Wohngebiete (sog. Stadtkernbebauung). Weitere Wohnsiedlungen im Zentrum Rheinhausens wurden in den 1960er Jahren errichtet.

### 1960er und 1970er Jahre
Bis zu 16.000 Menschen fanden in den 1960er Jahren bei Krupp Arbeit, viele von ihnen kamen aus dem niederrheinischen Hinterland. Daher wird die Bahnlinie 31 („Der Niederrheiner“), die aus Kleve, Xanten, über Rheinberg und Moers nach Rheinhausen führt, traditionell noch immer „Hippeland-Express“ genannt. Denn damals transportierte diese Linie Industriearbeiter aus dem landwirtschaftlich geprägten Kreis Kleve mit seiner traditionellen Ziegenzucht zum Hüttenwerk.

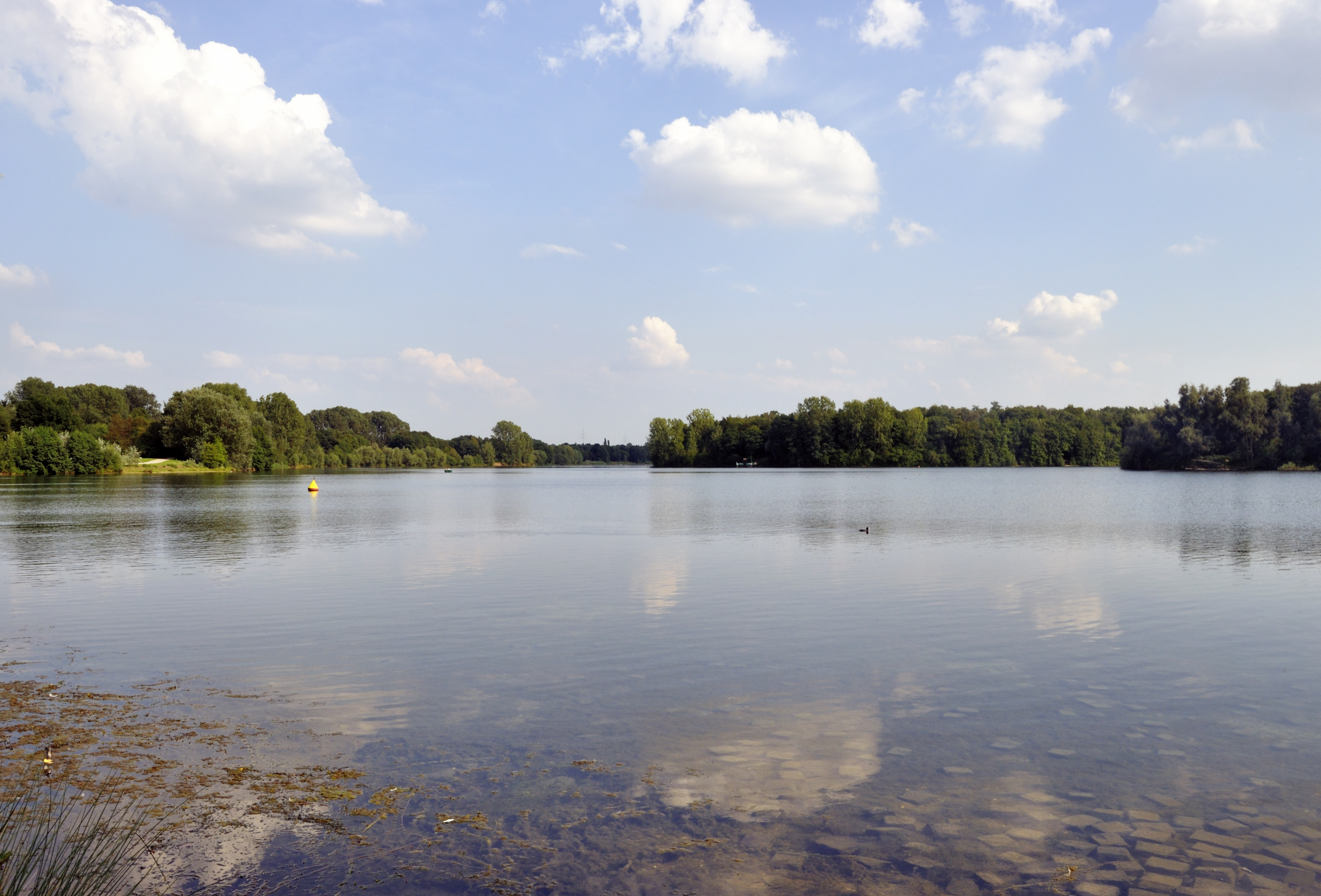
Der Toeppersee

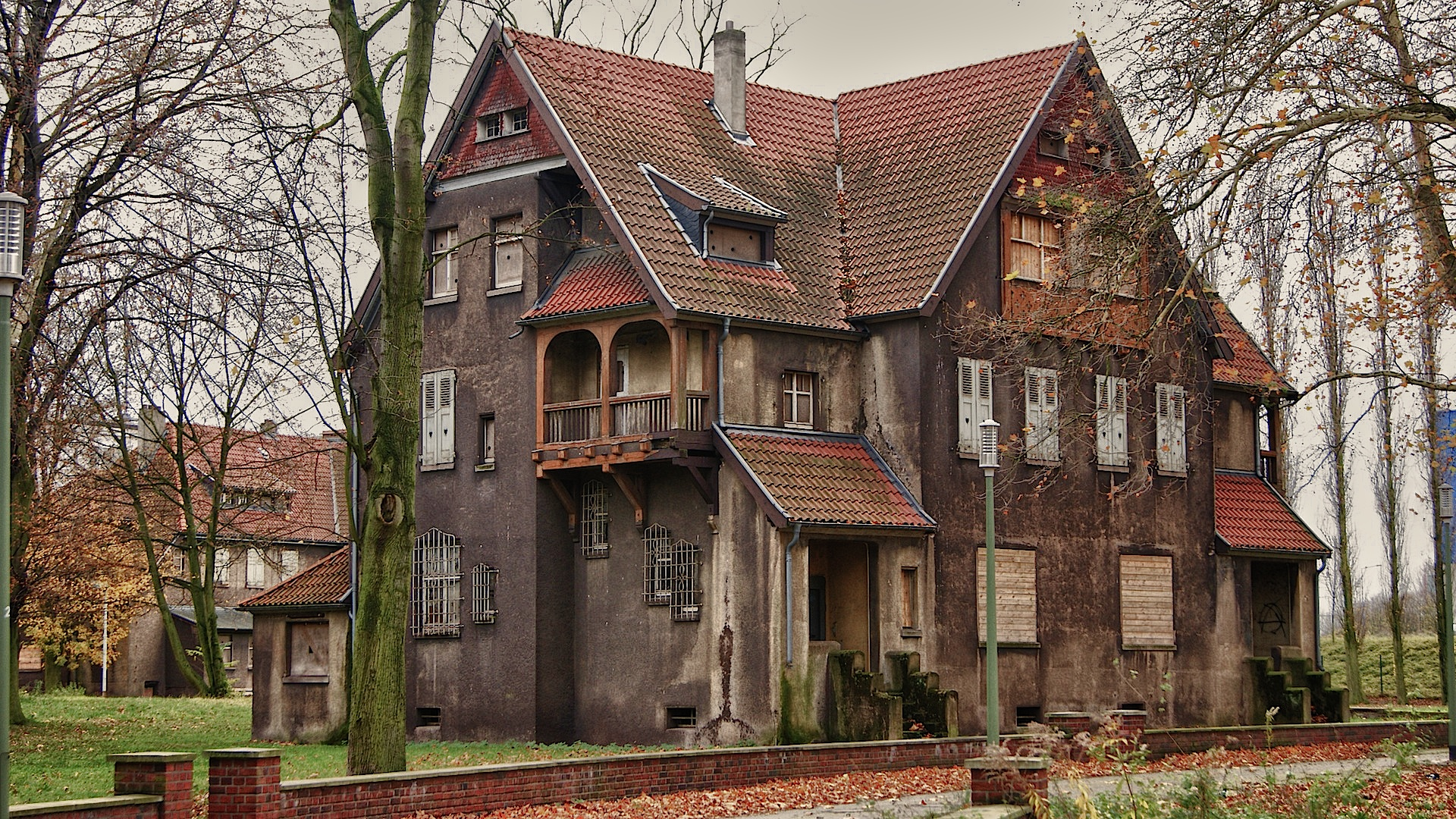
Eine der unter Denkmalschutz stehenden Bliersheimer Villen

Tischuhr mit Stadtmotiven Rheinhausens

Durch die Gewerbesteuereinnahmen von Krupp konnten in den 1960er und beginnenden 1970er Jahren viele soziale Einrichtungen, wie sechs Jugendzentren, fünf Altentagesstätten, 19 Kindergärten, zwei Freibäder und ein Hallenbad eingerichtet werden, sowie eine international beachtete Sporthalle (an der Krefelder Straße) und eine große Veranstaltungshalle (Rheinhausenhalle). Des Weiteren gab es zwei Schulneubauten: Das 1964 eingeweihte Mathematisch-naturwissenschaftliche Gymnasium (heute Krupp-Gymnasium) und später das Heinrich-Heine-Gymnasium (heute Heinrich-Heine-Gesamtschule), beide auch für Schüler aus wenig akademischem Umfeld; das heutige Krupp-Gymnasium als eines der ersten vier Gymnasien mit Kollegstufe. Treibende Kraft für diese Entwicklung im sozialen Bereich war der damalige Erste Beigeordnete der Stadt Rheinhausen Dr. Wilhelm Weber. An der Grenze zu Rumeln-Kaldenhausen wurde der Toeppersee als Freizeitgelände eingerichtet und an sehr vielen Straßen wurden Alleebäume gepflanzt, die dem Stadtteil insbesondere ab den 1980er Jahren ein parkartiges Aussehen verschafften. 1961 wurde das Hallenbad an der Schwarzenberger Straße im Zentrum Rheinhausens eröffnet und 1974 das Freibad in der Nähe des Toeppersees. Beide Einrichtungen sowie ein weiteres Hallenbad in Rumeln schlossen zugunsten eines im Jahre 2010 am Ort des Toepperseefreibades errichteten neuen Hallenbades.
Mit dem Niedergang von Kohle und Stahl begann auch für Rheinhausen der wirtschaftliche Abstieg. Die beiden Zechen wurden bereits 1967 bzw. 1973 geschlossen, jedoch fanden die Beschäftigten meist Arbeit bei der Firma Krupp.

### Bevölkerungsentwicklung

#### Einwohnerzahlen der Bürgermeistereien Friemersheim und Hochemmerich
| Jahr | Friemersheim | Hochemmerich |
| ---- | ------------ | ------------ |
| 1843 | 2.330        | 1.816        |
| 1852 | 2.502        | 2.008        |
| 1861 | 2.521        | 2.134        |
| 1871 | 2.805        | 2.402        |
| 1895 | 4.277        | 3.360        |
| 1900 | 5.671        | 4.264        |
| 1905 | 8.120        | 8.007        |
| 1910 | 11.797       | 11.664       |
| 1917 | 13.555       | 19.042       |
| 1919 | 13.648       | 17.444       |

#### Einwohnerzahlen des Ortes Rheinhausen
- um 1845: 088
- um 1861: 098
- um 1871: 156, dazu Bahnhof Rheinhausen: 93

#### Einwohnerzahlen der Gemeinde (ab 1934 Stadt) Rheinhausen
| Jahr Datum | Einwohner | Quelle |
| ---------- | --------- | ------ |
| 1925       | 32.592    | [ 14 ] |
| 1931       | 37.746    | [ 15 ] |
| 1933       | 37.605    | [ 14 ] |
| 1939       | 40.864    | [ 14 ] |
| 23.03.1945 | 22.175 1  |        |
| 1946       | 42.736    |        |
| 1950       | 51.548    |        |
| 31.01.1953 | 57.450    |        |
| 01.01.1954 | 59.465    |        |
| 30.09.1954 | 60.677 2  |        |
| 06.06.1961 | 68.126    |        |
| 27.05.1970 | 69.420    |        |

Der große Einwohnerzuwachs ergab sich aus mehreren großen Schüben, vor allem aus dem oberschlesischen Bergbaugebiet. Die dortigen Bewohner waren hierhin gezogen, um in den Zechen Diergardt und Mevissen, vor allem aber im Krupp’schen Hüttenwerk Arbeit zu finden.
1949 wurde der 50.000. Einwohner registriert, am 15. Mai 1954 erblickte der 60.000. Rheinhauser Bürger das Licht der Welt. Mitte 1966 erreichte die Einwohnerzahl mit 73.424 Personen ihren Höchststand und sank bis 1974 auf ca. 68.500 (jeweils immer ohne Rumeln-Kaldenhausen). Die Bevölkerung wuchs besonders nach dem Zweiten Weltkrieg an. Die wachsende Schwerindustrie zog viele Menschen zunächst aus den alten Ostgebieten Deutschlands und später Gastarbeiter aus Südeuropa, insbesondere der Türkei, an. Vor allem der Ortsteil Rumeln-Kaldenhausen mit relativ viel Bauland sorgte dafür, dass der Stadtteil Rheinhausen eine recht gute Einwohnerbilanz (gegenüber der Stadt Duisburg als Ganzem) hat.
Seit 1975 gehört Rheinhausen samt Rumeln-Kaldenhausen als Stadtbezirk Rheinhausen zu Duisburg. Die Einwohnerzahlen der Ortsteile finden sich in den entsprechenden Wikipedia-Artikeln.

## Politik
Am 15. September 1946 fanden die ersten freien Kommunalwahlen nach der NS-Zeit in Rheinhausen statt. Rheinhausen war nach dem Zweiten Weltkrieg eine SPD-Hochburg; in ihren besten Zeiten erreichte die Partei Stimmenanteile von mehr als 65 %.
Bürgermeister der Gemeinde bzw. Stadt Rheinhausen waren:
- 1901 bis 1923 (Hochemmerich): Leberecht Graeßner (* 1864, † 1939)
- 1896 bis 1923 (Friemersheim): Emil Heynen (* 1862, † 1929)
- 1923 (Landgemeinde Rheinhausen) bis 24. November 1933: Dr. Eduard Foller (* 12. Juli 1880 in Soest, † 26. Mai 1965 in Wuppertal)
- 1. Oktober 1933 bis 6. März 1945: Arthur Kleinert (* 9. Mai 1894 in Elberfeld, † 13. März 1970 in Oberhausen) – nicht gewählt, sondern „eingesetzt“
- 7. März 1945 bis 12. Februar 1946 (danach bis 1953 Stadtdirektor): Wilhelm Weinstock (* 31. Dezember 1887 in Elten, † 30. Juni 1972 in Bad Honnef)
- 13. Februar 1946 bis 18. März 1961: Otto Schulenberg, SPD (* 17. Oktober 1889 in Engter, † 8. Januar 1962 in Rheinhausen)
- 29. März 1961 bis 31. Dezember 1974: Johann Asch, SPD (* 5. Januar 1911 in Duisburg-Hochfeld, † 8. Januar 1990 in Duisburg-Rheinhausen)

### Wappen

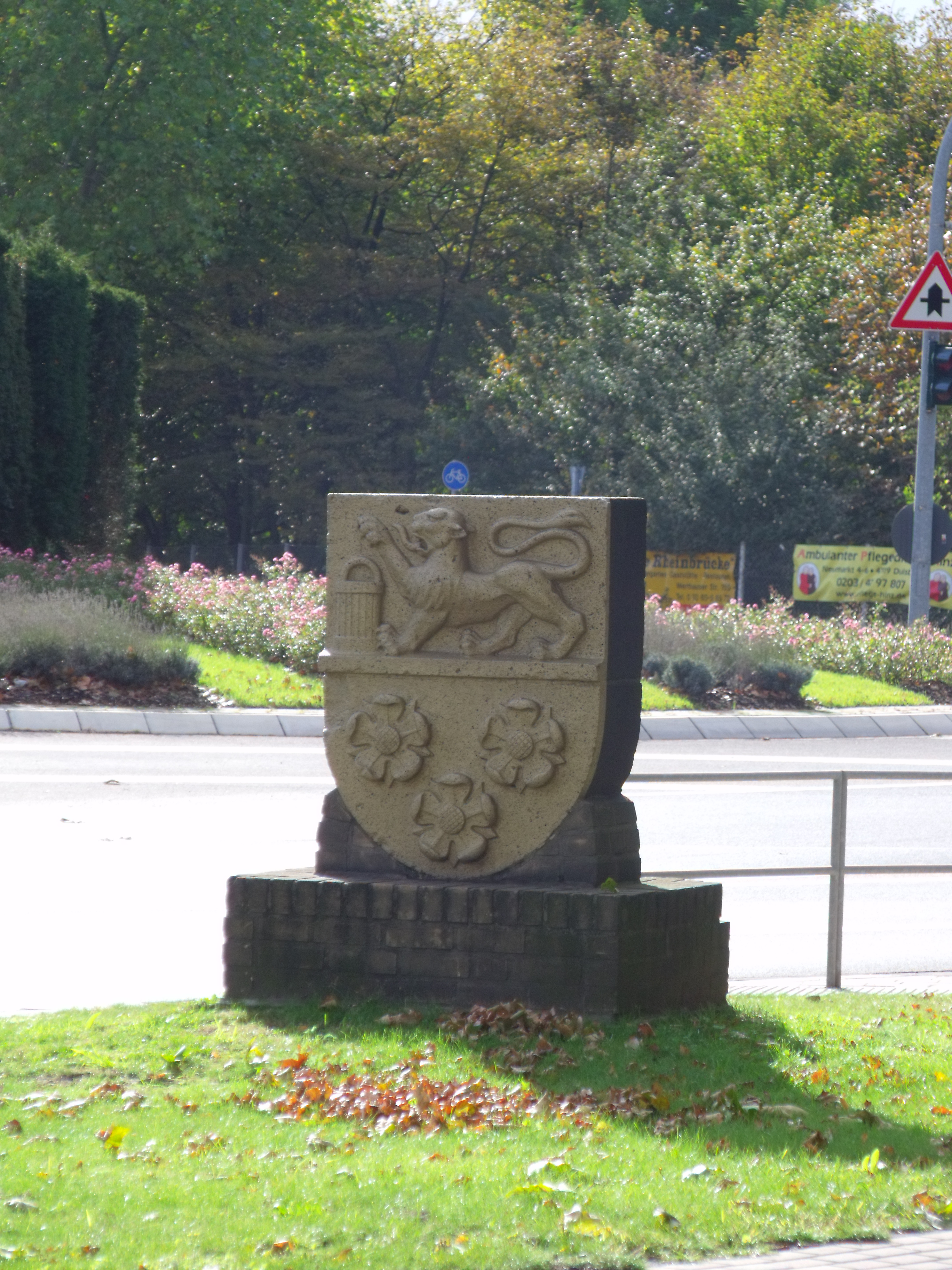
Stadtwappen an der Rheinbrücke

Blasonierung: Im Gold (Gelb) über Blau geteilten Schild, oben einen rechts schreitenden roten Löwen, einen roten Eimer in den Pranken haltend und unten drei silberne (weiße) fünfblättrige Rosen. Der Entwurf stammt von Prof. Richard Schwarzkopf aus Düsseldorf.
Bedeutung: Das Rheinhauser Stadtwappen ist das des früheren freiherrlichen Geschlechts von Vrymersheim (Friemersheim). Dem Löwen wurde der Eimer aus dem Kirchensiegel von Hochemmerich in die Pranken gegeben.
Nach dem am 20. Februar 1935 durch das preußische Innenministerium verliehene Recht zur Führung eines Stadtwappens wurden die Einzelheiten zur Verwendung des Rheinhauser Stadtwappens durch den von den Nationalsozialisten bereits 1933 inthronisierten Bürgermeister Arthur Kleinert (vormalig Hüttenbeamter) in seinen Richtlinien vom 24. Juni 1935 konkretisiert, die – wie für die damals üblich – „mit Zustimmung des Beauftragten der NSDAP“ erlassen wurden. Der Rat der Stadt Rheinhausen übernahm in seiner Hauptsatzung vom 27. Januar 1948 das alte Wappen. Weitere Einzelheiten regelte die „Ortssatzung für die Verwendung des Rheinhauser Stadtwappens“ vom 13. März 1951. Das Wappen wurde zudem in die Dienstsiegel integriert und es war ganz selbstverständlicher Bestandteil der 1954 eingeführten Rheinhauser Stadtfahne in den Farben gelb-blau.
Es ist heute das Wappen des Stadtbezirkes Rheinhausen und ziert sowohl den Glasvorbau des Rheinhauser Rathauses als Glasmosaik, die Bezirksbibliothek als auch den Kreisverkehr auf der Rheinhauser Seite der Rheinbrücke sowie einen Kreisverkehr im Eck. Bis zu seinem Abriss 1979 prangte es auch an der Giebelwand des Rheinhauser Stadttheaters. Viele Rheinhauser Vereine führen es in ihren Emblemen und Briefköpfen. Auch ist das Stadtwappen (neben dem anderer Städte) als Glasmalerei im Niederrheinfenster des Duisburger Rathauses abgebildet. Das Wappen befindet sich auch auf einer Gedenktafel in der Partnergemeinde Sedgefield Borough in der nordenglischen County Durham.

## Religion

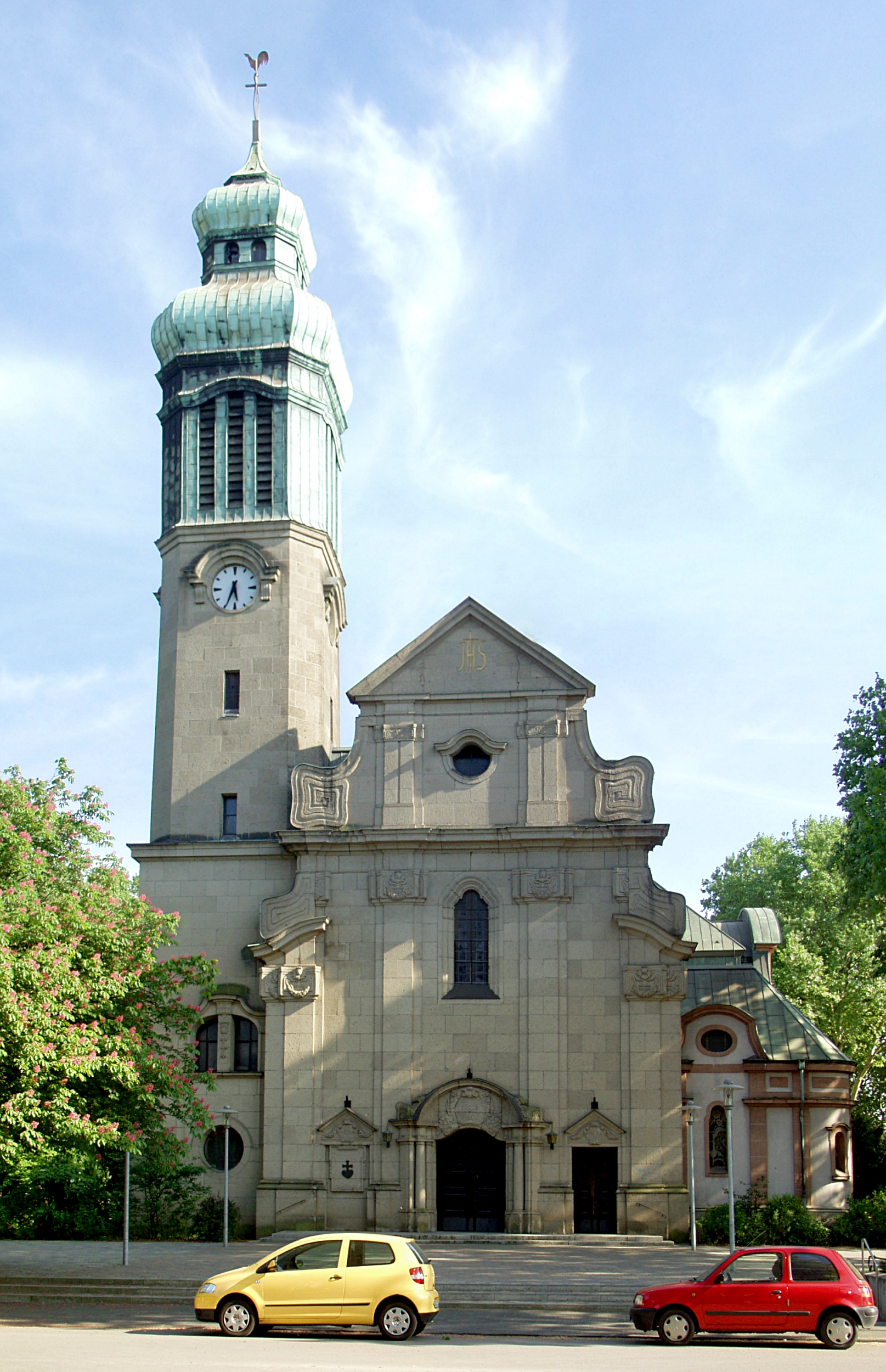
St. Peter, Nordseite

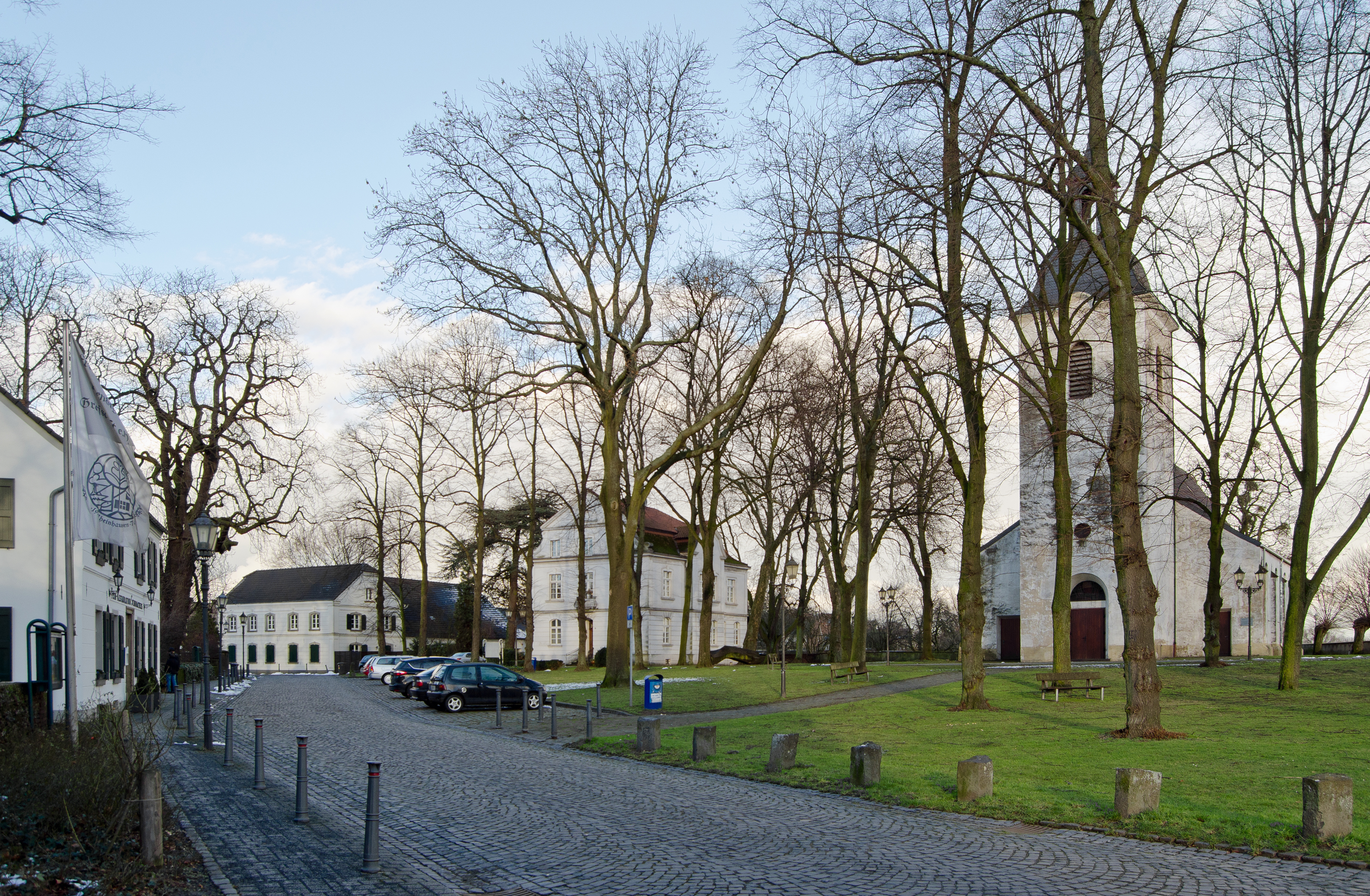
Dorf Friemersheim: Kirchplatz mit evangelischer Dorfkirche

Die katholischen Kirchen in Hochemmerich, Friemersheim und Hohenbudberg gehörten von alters her zum Erzbistum Köln, Archidiakonat Xanten, Dekanat Duisburg. Daneben eine Hauskapelle auf Haus Asterlagen, dem Absteigequartier des Abtes von Werden, der bis zur Reformation das Patronat über Friemersheim, Hochemmerich und Asterlagen besaß. Mit der Reformation wurden die Einwohner der Rheinhauser Vorgängergemeinden protestantisch, wobei nicht die lutherische, sondern die calvinistisch-protestantische Religion Vorrang hatte. Heinrich Bommel wurde 1560 Pfarrer in Friemersheim und führte dort 1561 auf landesherrlichen Befehl die Reformation ein. 1563 wurde Martin Hovius der erste protestantische Pfarrer in Hochemmerich. Unter Graf Hermann von Moers (1519–78, regierte 1553–1578) folgte der Übergang zum Calvinismus.
Auf Rumelner Gebiet gibt es im Bereich der Kloster- und Marienstraße einige wenige Relikte des ehemaligen Klosters Marienfeld. Es war 1472 gegründet worden, wurde 1642 während des Dreißigjährigen Krieges von brandschatzenden französischen und hessischen Truppen zerstört, einige Jahre danach aber neu aufgebaut. Das Kloster bestand fort bis zur Säkularisation seitens der französischen Besatzungstruppen im Jahre 1803. Der Abriss des Gebäudes erfolgte 1891.
Nur Kaldenhausen und Hohenbudberg, die zum Erzbistum Köln gehörten, blieben katholisch; die Konfessionsgrenze verlief in etwa in Höhe des Rumelner Rathauses in Ost-West-Richtung. Die katholischen Kirchen der ehemaligen Grafschaft Moers wurden 1821 mit dem Bistum Münster vereinigt, Hochemmerich kam zur Mutterkirche Homberg, Friemersheim zu Hohenbudberg.
Mit den Einwanderern aus dem oberschlesischen Gebiet kamen viele Katholiken dazu. 1906 wurden die katholischen Pfarreien Hochemmerich und Friemersheim neu gegründet und der erste katholische Gottesdienst wurde am 30. März 1906, noch in einer Notkirche an der heutigen Friedrich-Ebert-Straße gefeiert. Die ersten katholischen Kirchen wurden am 18. Juli 1909 (St. Joseph) und am 19. Dezember 1915 (St. Peter) eingeweiht. Die erste Fronleichnamsprozession fand im Juni 1916 in Hochemmerich statt. Heute halten sich in Rheinhausen Protestanten und Katholiken die Waage, hinzu kommen rund 10 % Muslime, wobei die Aleviten in Rheinhausen einen Schwerpunkt haben. Letztere haben seit 1989 ein eigenes Gemeindehaus nahe dem ehemaligen Krupp-Tor 1.

### Älteste Kirchgebäude in Rheinhausen
- evangelische Christuskirche Hochemmerich, ursprüngliches Gebäude erstmals 893 erwähnt, heutiges Gebäude 1447 erbaut, damals als St. Peter; 1563 in die reformierte Christuskirche umgewandelt[18]
- evangelische Dorfkirche Friemersheim, erstmals urkundlich erwähnt 1147, reformiert 1547
- katholische Kirche St. Joseph, Kronprinzenstraße, Friemersheim, Einweihung am 18. Juli 1909
- katholische Kirche St. Peter, Schwarzenberg, erbaut 1914

### Kirchen im Stadtbezirk
- evangelische Kirchen:

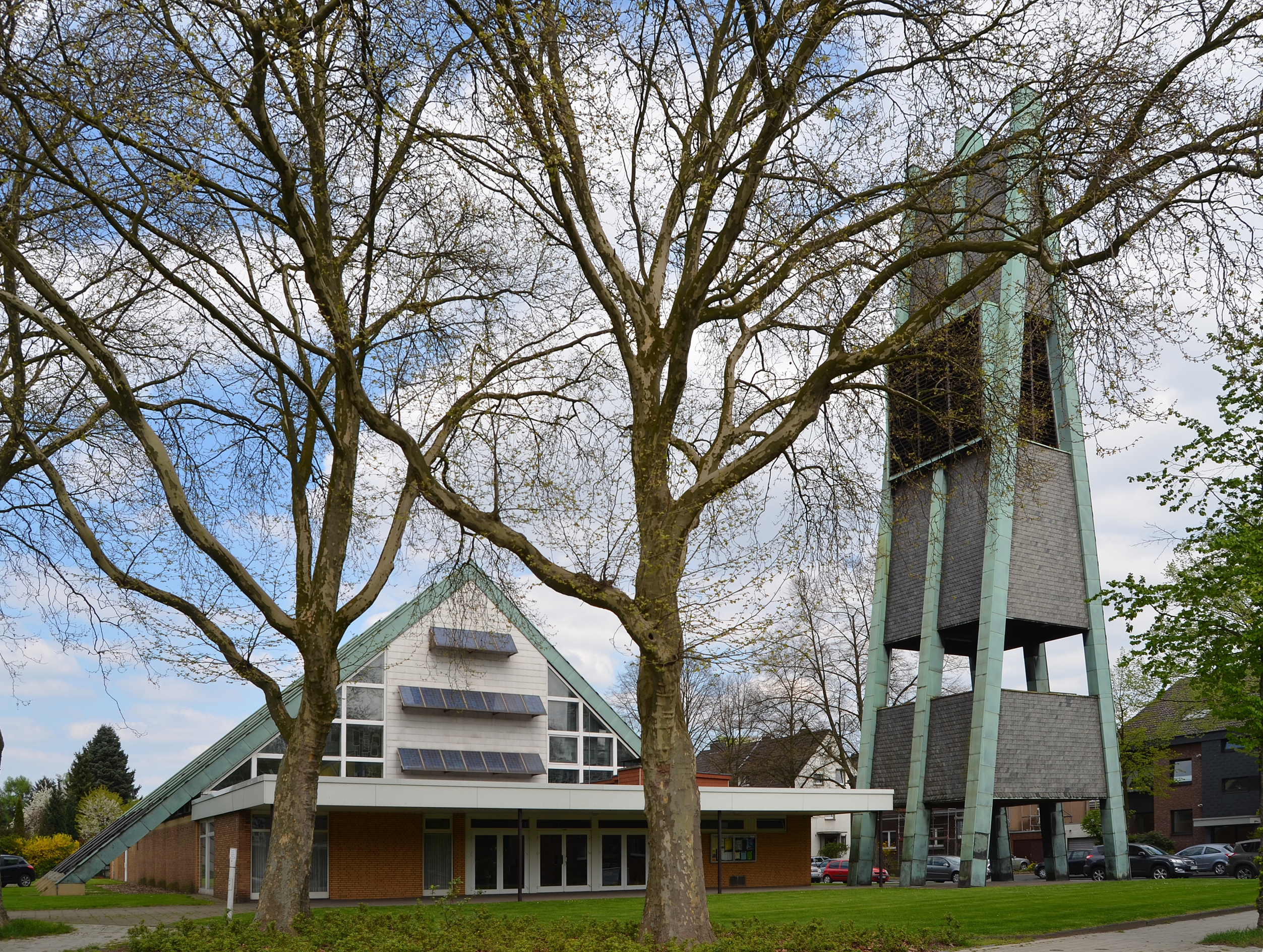
Kreuzkirche

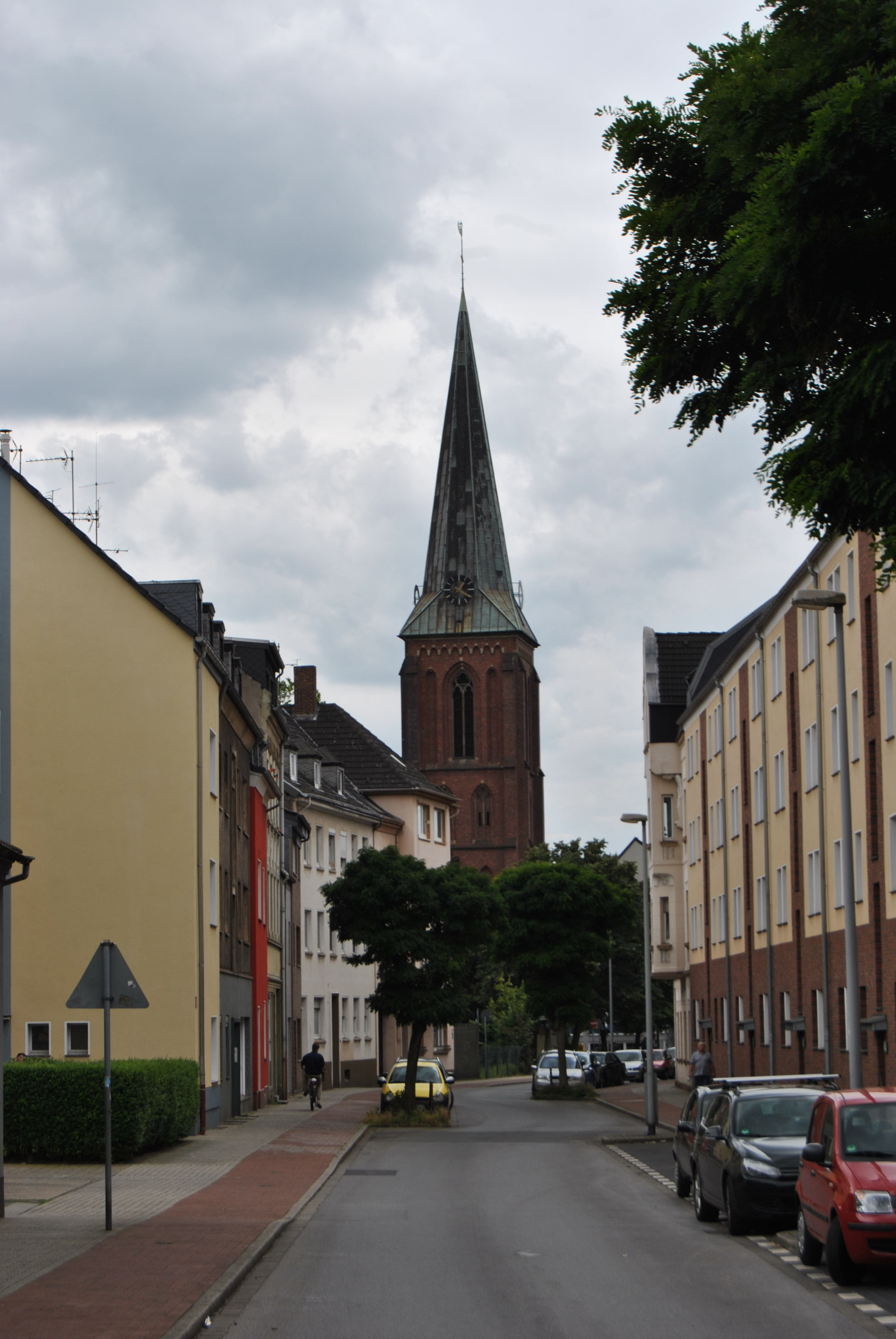
St. Joseph, Friemersheim

  - Christuskirche, Im Kirling 17, Hochemmerich (eingeweiht 1447, Renovierung 1968)
  - Erlöserkirche, Beethovenstr. 18, Hochemmerich (eingeweiht am 29. April 1962)[19]
  - Friedenskirche, Peschmannstr. 2, Bergheim (eingeweiht 1929)
  - Dorfkirche, Friemersheim-Dorf (eingeweiht 1447, Neubau 1756–1770)
  - Kreuzkirche, In den Bänden 57, Friemersheim (eingeweiht am 13. September 1964)
  - Ev. Kirchengemeinde Rumeln-Kaldenhausen, Friedhofsallee 11 (eingeweiht 1934)
  - Neuapostolische Kirche, Gerh.-Hauptmann-Str. 25a, Hochemmerich (eingeweiht 1928, Umbau 1970)
  - Freie ev. Gemeinde, Krefelder Str. 243, Hochemmerich
  - Evangelisch-freikirchliche Gemeinde, Schmiedestr. 10 (seit 1935)
- katholische Kirchen:
  - Christus-König, Lange Str. 16, Bergheim (eingeweiht am 12. September 1929, renoviert 1972)
  - St. Barbara, Klausstr. 1a, Hochemmerich (eingeweiht am 20. Juni 1964, profaniert 2011)
  - St. Joseph, Kronprinzenstraße, Friemersheim (Baubeginn 1907, Einweihung am 18. Juli 1909, Kirchturm errichtet 1916, Glocken 1924 angebracht)
  - St. Klara, Düsseldorfer Str. 129, Kaldenhausen (eingeweiht 1912)
  - St. Laurentius, Turmstr. 14, Friemersheim (Eisenbahnsiedlung, eingeweiht 1932)
  - St. Ludger, Bergheimer Str. 166, Asterlagen (eingeweiht am 7. Juni 1925, Neubau 1971, profaniert am 11. Juli 2010)
  - St. Marien, Lindenallee 29, Schwarzenberg (eingeweiht 1958, profaniert am 27. März 2022, Abriss beschlossen)[20]
  - St. Marien, Marienstr. 2, Rumeln (eingeweiht am 5. Oktober 1968, Renovierung 2008)
  - St. Peter, Paulstr. 25, Hochemmerich (Baubeginn am 29. März 1914, Einweihung am 19. Dezember 1915, Renovierung 1984)
- andere Religionsgemeinschaften
  - Zeugen Jehovas, Behringstr. 27, Hochemmerich
  - Alevitische Gemeinde, Fr-Alfred-Str. 182, Hochemmerich
  - Eyüp Sultan Camii
  - Türkisch Islamischer Verein
  - IGMG Moschee
  - Yunus Emre Camii

## Bildung und Kultur

### Schulwesen

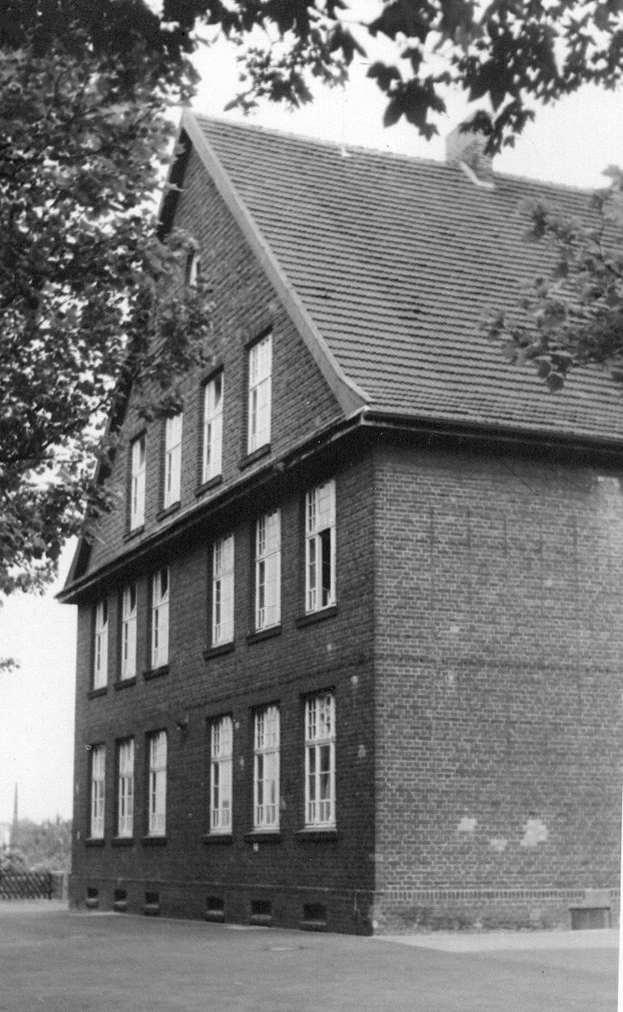
Pestalozzischule Rheinhausen, 1958 (damals Realschule, heute Grundschule)

Die meisten Kinder besuchten die überwiegend konfessionell ausgerichteten Volksschulen. So gab es in Asterlagen lange noch die nur zwei Klassenzimmer umfassende Dorfschule: einen Klassenraum für die 1. bis 4. Klasse und den zweiten Klassenraum für die Klassen 5 bis 8. Bis 1900 gab es nur evangelische Schulen, danach entstanden die ersten katholischen; seit 1923 die erste bekenntnisfreie Sammelschule. Nach dem Zweiten Weltkrieg wurden überwiegend Gemeinschaftsgrund- und Hauptschulen errichtet bzw. die kirchlichen in solche überführt.
Die Vorgängergemeinden Rheinhausens waren zu einer Einrichtung und Unterhaltung eigener höherer Schulen zunächst noch nicht fähig. Lediglich Hochemmerich hatte es einer Privatinitiative der evangelischen Kirchengemeinde zu verdanken, dass dort 1904 in einem sehr bescheidenen Rahmen eine private Töchterschule gegründet wurde.
Mit dem Einwohnerzuwachs nach Gründung des Hüttenwerkes um das 5fache (von 1895 bis 1913), hielten es die Gemeinderäte für notwendig, sich auch der Fortentwicklung des Schulwesens über die Volksschule hinaus zuzuwenden, um der begabten Jugend einen erfolgreichen Einstieg in die gehobeneren Positionen des modernen, industriellen Berufslebens zu ermöglichen. Zu diesem Zwecke entstand zum 1. April 1913 der Zweckverband Hochemmerich-Friemersheim zur Errichtung und Unterhaltung einer paritätischen Mittelschule für Knaben und Mädchen. Die großzügige Beteiligung der Fr.-Alfred-Hütte, die ein Drittel der Unterhaltungskosten trug, machte dieses Projekt erst möglich. Die restlichen Kosten wurden im Wesentlichen durch das elterliche Schulgeld abgedeckt.
Von vornherein bestand die Absicht, diese Mittelschule zu gegebener Zeit zu einer neunstufigen höheren Lehranstalt auszubauen. Diese neue Schule hieß nach Genehmigung durch das Provinzialschulkollegium Realschule des Zweckverbandes Hochemmerich-Friemersheim i. E. Zugleich wurde für die Mädchen der Mittelschule mit Genehmigung der Regierung in Düsseldorf eine Höhere Mädchenschule gegründet. Mit dem Schuljahr 1916/17 nahmen beide Schulen in dem späteren Rathausgebäude am Körnerplatz die Arbeit auf. Zu Ostern 1919 legten 13 Untersekundaner die erste Prüfung der Mittleren Reife ab, womit die endgültige Anerkennung der Schule als Realschule verbunden war. Der Schulausschuss der inzwischen gegründeten Gemeinde Rheinhausen beschloss am 30. September 1924 den Ausbau der Realschule zu einer Oberrealschule. Die endgültige Anerkennung erfolgte durch die erste Abiturprüfung im Jahre 1928. Im gleichen Jahr erreichte auch die Mädchenschule ihre Anerkennung als Lyzeum. Als eigenes Schulgebäude wurde dem Lyzeum das Gebäude am Körnerplatz zugewiesen, während die Oberrealschule am 8. Januar 1929 das neue Schulgebäude an der Schwarzenberger Straße (um 1925 als Realgymnasium nach Entwurf des Architekten Ernst Vetterlein erbaut) bezog. Nach den Sommerferien 1931 musste das an Schülerzahl stark geschrumpfte Lyzeum in das Gebäude der Oberrealschule einziehen, nach dem Motto: Links ist der Eingang für Jungen und rechts der für Mädchen.
1967 wiederum erfolgte ein Umzug an den Flutweg, zunächst unter dem Namen mathematisch-naturwissenschaftliches Gymnasium, das später in Krupp-Gymnasium benannt wurde. In dieser Tradition wurde 2012 das 100-jährige Schuljubiläum gefeiert.
Vor der Eingemeindung nach Duisburg gab es in Rheinhausen neben diesem damals nur für Jungen offenstehenden (ehemals naturwissenschaftliches Gymnasium, jetzt Europaschule Krupp-Gymnasium) ein weiteres Gymnasium für Mädchen (zunächst Lyzeum, dann neusprachliches Gymnasium), das ab 1971 ebenfalls in neue Räumlichkeiten auf dem Flutweg umzog und nach einer Umbenennung in Heinrich-Heine-Gymnasium Mitte 1981 in die Heinrich-Heine-Gesamtschule umgewandelt wurde.
Inzwischen gibt es in Rumeln-Kaldenhausen ein weiteres Gymnasium (Albert-Einstein-Gymnasium) und eine weitere Gesamtschule (Lise-Meitner-Gesamtschule) sowie zwei Realschulen, die Anfang der 60er Jahre errichtete Realschule Rheinhausen I (Körnerplatz) und die Realschule II (Ulmenstraße), die vor einigen Jahren unter dem Namen Willi-Fährmann-Realschule zusammengelegt werden. Außerdem existieren mehrere Grund- und Hauptschulen und eine Förderschule für Lernbehinderte (Dahlingstraße).
Für die berufliche Bildung in Rheinhausen steht das Willy-Brandt-Berufskolleg, eine Bündelschule der Sekundarstufe II mit kaufmännischer und gewerblich-technischer Ausrichtung an der Krefelder Straße. Die erste Berufsschule eröffnete 1907, das jetzige Gebäude an der Krefelder Straße wurde in 2 Bauabschnitten 1953 und 1957 in Betrieb genommen.
Die Volkshochschule Duisburg hat eine Geschäftsstelle im Hofgebäude hinter dem Rathaus am Körnerplatz und benutzt Unterrichtsräume in zahlreichen Schulen, auch im ehemaligen Gymnasialgebäude Schwarzenberger Straße. An der Händelstraße gibt es seit den 1970er Jahren zudem eine katholische Familienbildungsstätte.

### Bibliothek
Für die Bildung sorgt des Weiteren die Stadtbibliothek, deren Zentrale ab 1949 in einem alten Luftschutzbunker an der Bertastraße untergebracht war und im Mai 1971 in ihr noch heute bestehendes Domizil an der Händelstraße umzog. Auch der Buchbestand der in diesem Zusammenhang aufgelösten Krupp-Bibliothek an der Friedrich-Alfred-Straße wurde mit aufgenommen. Seit 1975 ist die Stadtbibliothek unter dem Namen Bezirksbibliothek Rheinhausen die größte Bezirksbibliothek neben der Duisburger Zentralbibliothek mit 3200 Quadratmetern Nutzfläche und 22.000 Sachbüchern, 13.000 Kindertiteln und 13.000 Romanen; es gibt einen 400 Quadratmeter großen Innenhof, in dem seit vielen Jahren im Sommer Hofkonzerte unter freiem Himmel stattfanden. Sowohl die Kunstsammlung Rheinhausen als auch das Stadtarchiv waren zeitweilig in dem Neubau untergebracht. Knapp anderthalb Jahre nach dem Umzug wurde auch die Musikbücherei fertig, die 2000 Schallplatten, Noten, zwei Abhörkabinen, diverse Plattenspieler und Stereo-Apparate vorhielt. Die aus Rheinhauser Zeiten stammenden 4 Stadtteilbibliotheken mussten leider aus Kostengründen geschlossen werden, existieren z. T. als Schulbibliotheken weiter. In Rumeln gibt es im Gebäudekomplex des Albert-Einstein-Gymnasiums derzeit weiter eine Stadtteilbibliothek.

### Theater und Kinos
Für die Kultur in Rheinhausen sorgte auch das Stadttheater am Glückaufplatz. Aus einem ehemaligen von den belgischen Besatzungstruppen als Kino verwendeten Gebäude eröffnete dieses im April 1939 und nach Beseitigung kriegsbedingter Schäden erneut im Jahre 1947; es wurde 1952 grundlegend umgebaut. 1979 wurde das Stadttheater abgerissen, nachdem 1977 nicht weit davon entfernt an der Beethovenstraße die seit 1972 geplante Rheinhausenhalle mit bis zu 900 Plätzen eröffnet worden war. Im alten Schulgebäude an der Schwarzenberger Straße, das nach dem Auszug der beiden Gymnasien zeitweise als Verwaltungsgebäude Verwendung fand, befinden sich heute zahlreiche Vereine, das Komma-Kindertheater sowie eine Nebenstelle der städtischen Musik- und Kunstschule und Unterrichtsräume der Volkshochschule sowie die Rudolf-Römer-Sternwarte. Im Volkspark befindet sich ein Musikpavillon, der 1973 eröffnet wurde.
Zahlreiche Kinos boten in Rheinhausen Unterhaltung:
- Bambi (vormals Schauburg-Lichtspiele), Jägerstr. 2, Bergheim, zwischen 1950 und ca. 1960
- Capitol, Fr.-Alfred-Str. 49, Hochemmerich, zwischen 1929 und ca. 1980
- Castell-Filmbühne, Geeststr. 12, Friemersheim, zwischen 1952 und ca. 1971
- Corso, Rheingoldstr. 16, Friemersheim, ca. 1953 bis ca. 1971
- Georg-Palast, Georgstr.6, Hochemmerich, ca. 1952 bis in die 60er Jahre
- Gloria-Theater (vormals Rheinhausener Lichtspiele), Fr.-Alfred-Str. 62/82, Hochemmerich, ca. 1924 bis ca. 1971 (Gebäude 1972 abgerissen)
- Lichtburg, Fr.-Alfred-Str. 103, Hochemmerich, ca. 1953 bis ca. 1980
- Lichtspielhaus Rumeln-Kaldenhausen, Dorfstraße 19a
- Modernes Theater Rheinhausen, Moerser Str. 1, Hochemmerich, ca. 1921–1931

Ein Teil der Bestuhlung des Capitol-Theaters diente dem Wirt der Dorfschenke (Friemersheim) zwischen 1980 und 2004 für das kleinste Programmkino Deutschlands (32 Sitzplätze).

### Museen und Ausstellungen
Ein direktes eigenes Museum gibt es in Rheinhausen nicht. Seit 1971 war in der neu gebauten Bibliothek an der Händelstraße ein eigener Trakt für die städt. Kunstsammlung Rheinhausen eingeplant. Dieser Bereich wird seit der kommunalen Neugliederung durch das Lehmbruck-Museum betreut. Wechselausstellungen finden auch im Foyer des Rheinhauser Rathauses statt. In den 1960er Jahren gab es dort auch die Hehl-Sammlung mit Gebrauchskeramiken des Künstlers Josef Hehl (1883–1953), die dieser während seines Berufslebens in Rheinhausen geschaffen hatte. Die Sammlung wurde 2003 von der Stadt Duisburg an die Stadt Xanten abgegeben, den Todesort des Künstlers, sie ist nun in einem Museum in Sonsbeck am Niederrhein ausgestellt.

## Gesundheitswesen

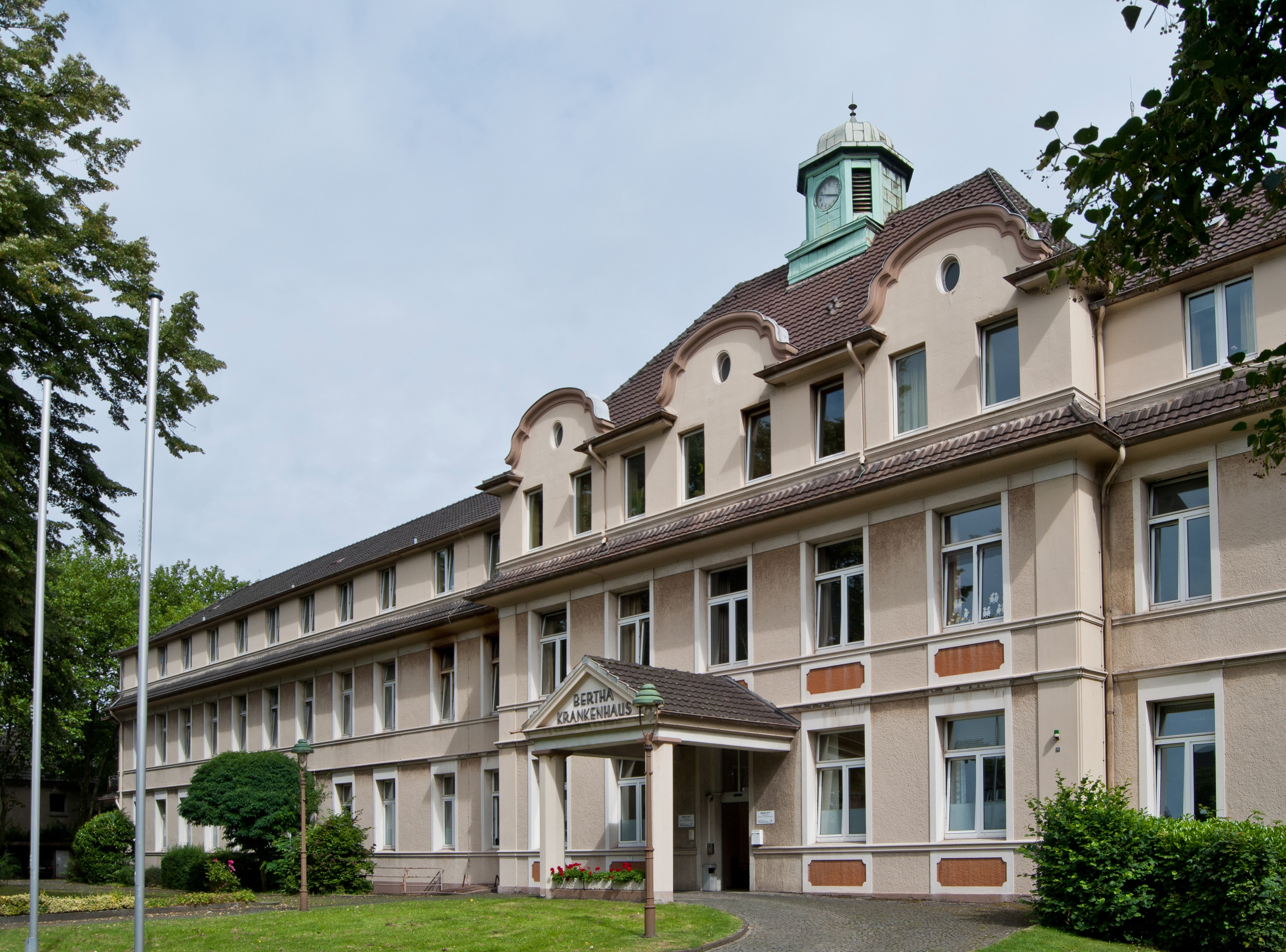
Das denkmalgeschützte Bertha-Krankenhaus, ehemaliges Krupp-Werkskrankenhaus

Das Bertha-Krankenhaus in Friemersheim an der Maiblumenstraße war bis in die Nachkriegszeit die einzige derartige Einrichtung vor Ort. Es wurde am 1. Februar 1914 eröffnet und hatte bis 1969 den Status eines Werkskrankenhauses für die Krupp-Beschäftigten, später auch für ihre Familien, inne. Die wachsende Bevölkerung machte dann später die Errichtung einer weiteren Krankenanstalt erforderlich. So entstand am Rande des Volksparkes von Rheinhausen ab 1959 (Inbetriebnahme Februar 1962) das Johanniter-Krankenhaus mit einem Tumorzentrum.
Heute gehört das Bertha-Krankenhaus zum Klinikum Duisburg gGmbH und ist schwerpunktmäßig eine gemeindenahe Psychiatrie.

## Sport

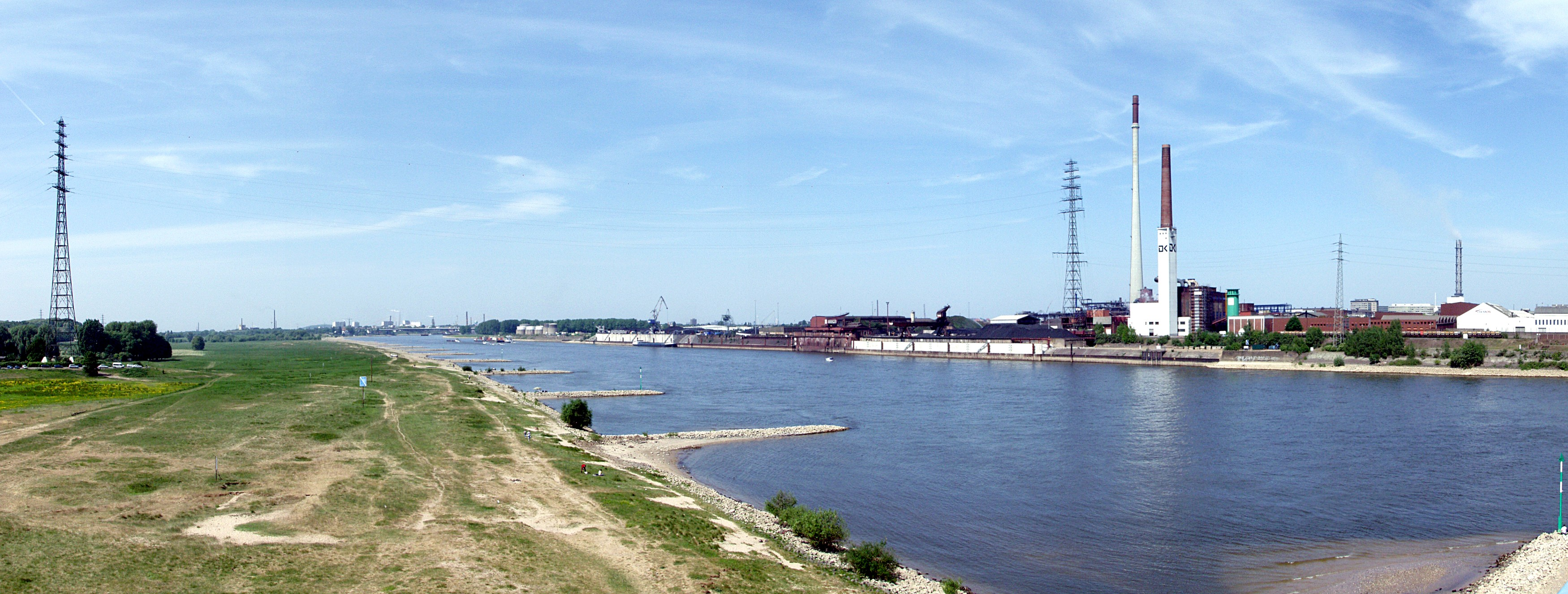
Rheinpanorama von der „Brücke der Solidarität“ flussabwärts

In den Nachkriegsjahren war die Feldhandballmannschaft von Rheinhausen überregional bekannt und spielte in den oberen Ligen. In den 1990er Jahren spielte der OSC 04 Rheinhausen in der Handballbundesliga. Der Verein, der aus finanziellen Gründen (Insolvenz des Hauptsponsors) aus dem Profihandball ausscheiden musste, brachte in dieser Zeit den späteren Welthandballer und Handballnationalspieler Daniel Stephan hervor.
Am Kruppsee konnte man seit 1913 einen anderen Sport ausprobieren: Wasserball. Rheinhausen selbst spielte eine Zeit lang in der 1. Bundesliga doch zurzeit in der Regionalliga.
Die Kampfsportschule Lopez erreichte mit einigen Teilnehmern 1. Plätze bei Landes-, Deutschen-, internationalen Deutschen-, Europa- und Weltmeisterschaften.
Der AKS Rheinhausen-Hochemmerich 1918/30 e. V. wurde am 10. Mai 1974 aus den Traditionsvereinen ASV Rheinhausen und KSV Hochemmerich gegründet. Zielrichtung der Fusion war es, den Spitzensport Ringen in Rheinhausen wieder voranzutreiben. Schließlich waren dort mit der Sporthalle Krefelder Straße, den Turnhallen an der Schwarzenberger und an der Ulmenstraße sowie am Borgschenhof genügend geeignete Sportstätten vorhanden, um der breiten Palette im Breiten- wie auch im Leistungssport ein Zuhause zu bieten. Die große Zeit des AKS begann, als Heinz Eickelbaum als Trainer und Ringer aktiv wurde: Von 1975 bis 1991 waren die Rheinhauser in der 2. Bundesliga. Die Hauptsportart des ca. 380 Mitglieder zählenden Clubs, das Ringen, wird durch die Abteilungen Aerobic, Shaolin Kempo, Luta Livre und Freizeitsport ergänzt. Seit Januar 2013 ist die Trendsportart Parkour als eigene Abteilung beim AKS Rheinhausen-Hochemmerich vertreten.

## Der Rhein und die Freizeitkultur
Wie überall am Niederrhein wälzte sich der Rhein in früheren Zeiten nicht durch sein heutiges Bett, sondern wechselte es häufig und bildete Seitenarme, die der Sand-, Kies- und Tongewinnung dienen. Diese im Volksmund „Baggerlöcher“ genannten Sand- und Kiesgruben waren für Jung und Alt im Sommer ein beliebtes Naherholungsgebiet. Schwimmen konnte man dort kostenfrei – aber nicht ungefährlich. Was die örtliche Gliederung der Deutschen Lebens-Rettungs-Gesellschaft (DLRG) veranlasste, an den beliebtesten Badestränden Rettungswachen einzurichten. Anfang des 20. Jahrhunderts gab es auch eine Rheinbadeanstalt. Beliebt waren aber auch die Rheinwiesen, trotz des früher deutlich zu vernehmenden Phenolgeruchs, der durch rheinaufwärts liegende Chemiebetriebe verursacht wurde. Besondere Bedeutung hat das Naturschutzgebiet Rheinaue Friemersheim.
Regional besonders bekannt war z. B. der Toeppersee. Und auch Rheinhausens einziges offizielles Freibad nutzt eine ehemalige Kiesgrube, den sogenannten Kruppsee. Er entstand aus einem Baggerloch, den die Firma Krupp zur Gewinnung von Kies und Sand anlegte. Dort gibt es auch den Angelsport-Club Kruppsee Rheinhausen 1924 e. V.

## Verkehr
Der Regionalverkehr war zunächst ausschließlich schienengebunden: Eisenbahn und Straßenbahn.

### Straßenbahn

Straßenbahnlinie 2 auf der Fr.-Alfred-Straße, ca. 1909

Unter dem Namen „Straßenbahngesellschaft Homberg Gesellschaft mit beschränkter Haftung“ fand am 29. Juni 1908 der Eintrag ins Handelsregister statt. Das Stammkapital betrug 900.000 Mark, wovon Homberg 540.000, Hochemmerich 180.000, Baerl 90.000, Friemersheim und Bliersheim je 45.000 Reichsmark aufbrachten.
Beim Bau wurde die Straßenbahn in Hochemmerich über Atroper und Schwarzenberger Straße und danach in nördlicher Richtung über Friedrich-Alfred – Asterlager – Essenberger – Emmericher- und Duisburger Straße geführt. Am 3. Juli 1909 befuhr die Bahn erstmals die Strecke von Homberg bis zum Bahnhof Rheinhausen Ost. Südwärts verlängerte man sie am 12. Juli 1913 über die Kruppstraße zum Bahnhof Rheinhausen und 1914 über Kaiserstraße – Marktplatz – Wilhelmstraße bis zum Friedhof an der Dahlingstraße. Zunächst verkehrte die Bahn stündlich, ab 22. Juni 1909 alle 30 Minuten. 1928 verlegte die Bahn auf Vorschlag der Gemeinde Rheinhausen die Gleise der inzwischen Linie 2 genannten Verbindung von der Schwarzenberger und Atroper Straße über den südlichen Teil der verlängerten Friedrich-Alfred-Straße direkt zum Ostbahnhof Rheinhausen.
Bis zum 1. Januar 1925 existierte die Bahn als selbstständiges Unternehmen, danach übernahm die Straßenbahn Moers – Homberg GmbH die Betriebsführung. Diese begann 1930 mit einer Verlängerung der Strecke in Friemersheim bis an die Gleise der Krefelder Straßenbahn, vollendete diese Baumaßnahme allerdings nie. Am 1. Oktober 1933 fusionierten beide Betriebe unter dem Namen Straßenbahn Moers – Homberg GmbH. Am 4. März 1945 wurde das Netz kriegsbedingt so stark beschädigt, dass alle Fahrten eingestellt werden mussten.
Der Wiederaufbau der Linie erfolgte nach dem Zweiten Weltkrieg noch 1945 in folgenden Teilabschnitten:
- 15. Juli 1945: Homberg Bismarckplatz – Rheinhausen Ostbahnhof
- 26. September 1945: bis Friemersheim Bahnhof
- 5. Oktober 1945: Friemersheim Post
- Die restliche Strecke bis Friemersheim Ende wurde erst am 20. Oktober 1947 wieder in Betrieb genommen.

### Busverkehr
Am 25. September 1954 fand die letzte Fahrt der „Krummen Linie“ statt; die Straßenbahn wurde abgelöst von elektrisch betriebenen Oberleitungsbussen, die Rheinhausen über Homberg mit Moers verbanden. Der Betrieb der an Oberleitungen gebundenen Busse wurde am 28. September 1968 aufgegeben. Viele Haltestellennamen wurden vom Volksmund geprägt, wie beispielsweise der Rhabarberbahnhof, eine Bushaltestelle am Rande eines riesigen Rhabarberfeldes gelegen, das dort vom Gutshof des Krankenhauses in Homberg bewirtschaftet wurde. Nach Duisburg und Krefeld verkehrten die Busse der NIAG und der Krefelder Verkehrsgesellschaft. Heute wird der größte Teil der Linien von der DVG betrieben. Die wichtigsten Buslinien in Rheinhausen haben die Streckennummern 912, 914, 920, 921, 923, 924, 925 und 927 und SB 42.

### Bahnverkehr

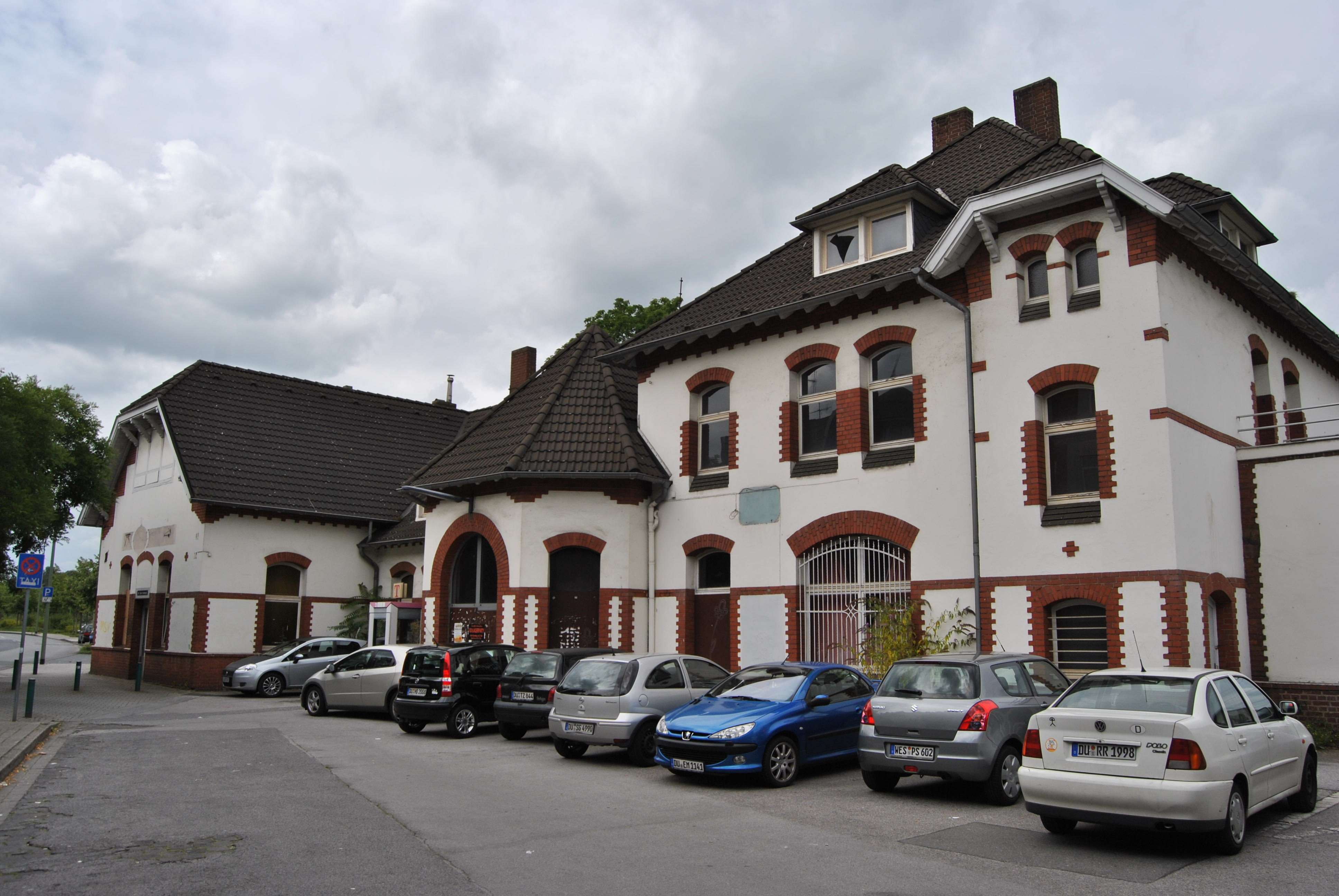
Bahnhofsgebäude des Bahnhofs Rheinhausen

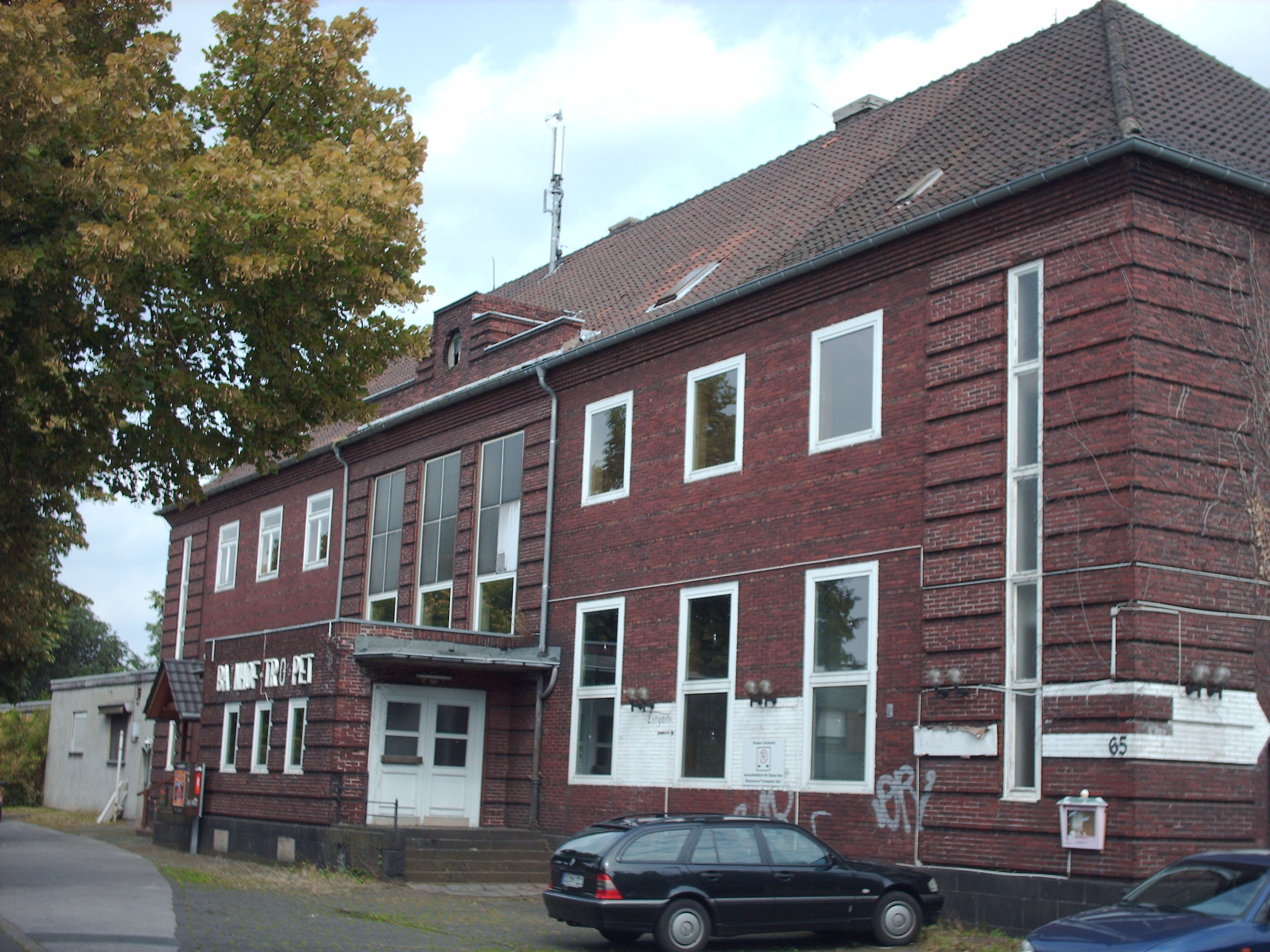
Bahnhofsgebäude Trompet aus dem Jahr 1928

Die erste Eisenbahnverbindung erhielt Rheinhausen 1849 mit der Bahn Ruhrort-Homberg-Uerdingen usw. mit dem Bahnhof Trompet. Die erste Eisenbahnverbindung über den Rhein wurde 1866 mit einem Trajektverkehr (= Eisenbahnfährverkehr) zwischen Duisburg-Hochfeld und dem jetzigen Stadtgebiet in Betrieb genommen.
Der zweite Haltepunkt fiel in die Grenzen der Bürgermeisterei Hochemmerich und wurde offiziell Bahnhof Rheinhausen genannt. Er lag südlich der Eisenbahnbrücke auf dem heutigen Logportgelände, dem damaligen Hüttenwerksgelände und gegenüber dem Kultushafen auf der Duisburger Seite. Das Genehmigungsverfahren war von der Rheinischen Eisenbahngesellschaft für die Osterrath-Essener Eisenbahn betrieben worden, ebenso die Vergrößerung dieses Bahnhofs. Mit der Fertigstellung der ersten Eisenbahnbrücke im Jahr 1873 wurde der Bahnhof nach Friemersheim verlegt, behielt aber den Namen Rheinhausen. Im Laufe der folgenden Jahre erhöhte sich das Verkehrsaufkommen auf der Bahnstrecke dermaßen, dass der Bahnhof in seiner Kapazität nicht mehr ausreichte. Die Preußische Staatsbahn führte deshalb ab 1894 Erweiterungsbauten aus.
Das 1877 an der Kruppstraße in Friemersheim errichtete Bahnhofsgebäude mit der Bezeichnung Rheinhausen wurde 1904 wieder abgebrochen. Der Neubau des Empfangsgebäudes stand vor allem im Zusammenhang mit dem Bau der Bahnstrecke Trompet-Kleve und Trompet-Rheinhausen. Der neue Bahnhof entstand an der Windmühlenstraße, unweit des ehemaligen Stationsgebäudes. Er erhielt den Stationsnamen Friemersheim. Dieser Name wurde nach dem Zusammenschluss der Bürgermeistereien Hochemmerich und Friemersheim zur Großgemeinde Rheinhausen wieder in den ursprünglichen Namen Rheinhausen geändert und bis heute beibehalten. Gleichzeitig mit dem Bau des Bahnhofsgebäudes an der Windmühlenstraße wurde auch das Stellwerk Rheinhausen (Friemersheim)-West neu gebaut. Am 1. Oktober 1907 wurde der Haltepunkt Rheinhausen Ost am Tor 1 zur Friedrich-Alfred-Hütte für den Personenzugverkehr eröffnet. Diese Haltestation war auf Antrag der Firma Krupp eingerichtet worden und besitzt je einen Richtungsbahnsteig für die Züge nach Krefeld mit Zugang von der Friedrich-Alfred-Straße und mit Zugang von der Kruppstraße für die Züge nach Duisburg. Der Bahnverkehr zwischen Duisburg und Mönchengladbach ist seit 1964 elektrifiziert, der Richtung Xanten bis Rheinberg seit 1970.
An der Stadtgrenze zu Krefeld gab es mit dem Rangierbahnhof Hohenbudberg einst einen der größten Verschiebebahnhöfe Deutschlands. Er wurde 1901 in Betrieb genommen, nachdem bereits ab 1896 ein Vorläufer unter dem Namen Aufstellungsbahnhof Budberg-Friemersheim bestand und Ende der 1990er Jahre abgebaut, nachdem der Betrieb bereits 1986 eingestellt wurde.

### Rheinfähren

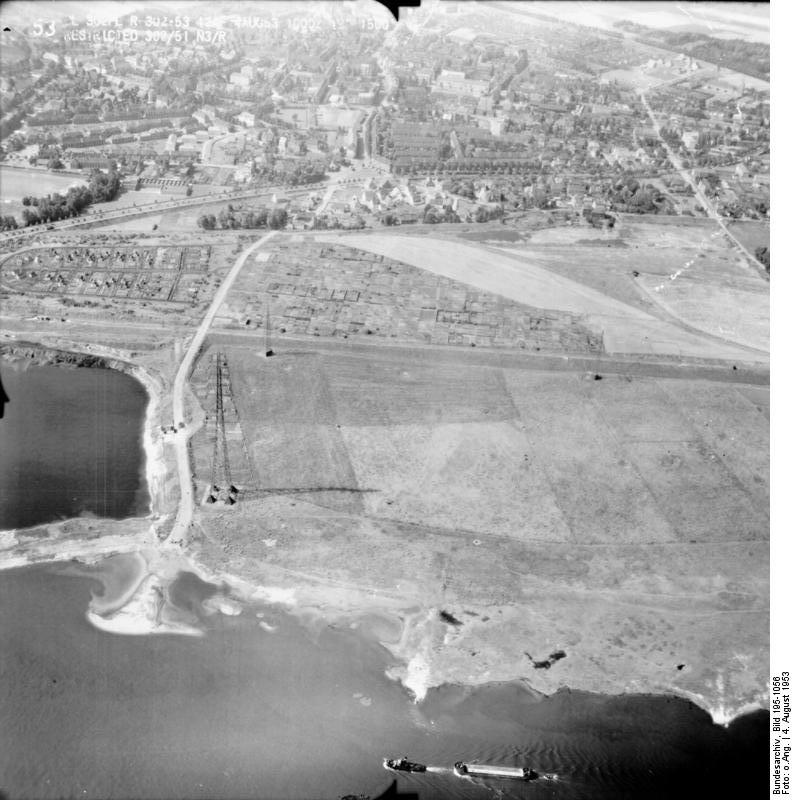
Anschlussstelle der Rheinfähre (Luftbild 1953)

An der Fahranlegestelle Werthausen, Rheinkilometer 775,69, fand über viele Jahrhunderte ein regelmäßiger Fährverkehr auf die andere Rheinseite nach Hochfeld statt. Der genaue Zeitpunkt ist nicht dokumentiert, aber kann bereits ab etwa 1250 erfolgt sein. Er endete im Mai 1936 mit der Einweihung der Autobrücke und wurde nach deren kriegsbedingter Zerstörung zwischen 1945 und dem 3. Juli 1950 erneut aufgenommen. Das 1791 errichtete alte Fährhaus an der Deichstraße und die Werthauser Straße in Hochfeld erinnern heute noch an die Fährverbindung.
Zwischen Bliersheim und Wanheim-Angerhausen verkehrte ebenfalls eine Rheinfähre. Der Betrieb ist erstmals für 1573 verbürgt und endete 1876 3 Jahre nach der Einweihung der Eisenbahnbrücke. Aus dem Jahre 1737 liegt eine zeitweilige Untersagungsverfügung der Clever Regierung vor. Bis Mitte des 18. Jahrhunderts wurde die Verbindung als „halbe Rhein- und Angerfähre“ bezeichnet, weil zwei Unternehmen die Fährverbindung jeweils von ihrem Rheinufer aus betrieben. 1912 wurde ein erneuter Fährverkehr begonnen, aber bald (1915) wieder beendet. 1925 wurde ein erneuter Anlauf genommen. Ein motorbetriebene Fährboot des Wanheimers Wilhelm Hucks, mit dem man zwischen 1925 und 1936 den Rhein zwischen Friemersheim und Wanheim überqueren konnte, wurde vor allem von Arbeitern von der rechten Rheinseite genutzt, die bei Krupp in Rheinhausen beschäftigt waren. Am Wochenende machten viele Familien mit Kindern aus dem Duisburger Süden Ausflüge ins idyllische Friemersheim. 1936 wurde der Fährbetrieb eingestellt, weil dieser sich nicht mehr rentierte.
Auch zwischen Essenberg und Ruhrort verkehrte seit 1569 eine Rheinfähre. Von 1945 bis zum 31. August 1950 verkehrte eine von den britischen Besatzungstruppen eingerichtete Fähre, vom 23. Juli 1945 bis 18. Dezember 1954 eine privat betriebene Personenfähre.

### Individualverkehr
Seit der Vereinheitlichung der Kfz-Kennzeichen in Deutschland am 1. Juli 1956 war in Rheinhausen das Kennzeichen MO (für Kreis Moers) obligatorisch. Zum 1. Januar 1975 änderte sich dies im Rahmen der Eingemeindung nach Duisburg in DU. Fahrzeuge, die vor dem Datum zugelassen waren, führten aber, sofern kein Halterwechsel stattfand, weiterhin das Kennzeichen MO.
Das Straßennetz in Rheinhausen stammt zum geringen Teil noch aus der Römerzeit. Insbesondere betrifft dies die Düsseldorfer Straße, die Rumeln-Kaldenhausen in Nord-Süd-Richtung durchschneidet und ab Trompet kurz mit dem Namen Römerstraße, kurz vor der Moerser Stadtgrenze in die Moerser Straße einmündet. Ein weiterer Teil des heutigen Straßennetzes existiert zumindest seit dem späten Mittelalter. So sind auf Karten aus der Zeit um 1670 mehrere Straßen, wahrscheinlich eher Feldwege zu erkennen. Dem alten Straßenverlauf entsprechen dabei im Wesentlichen:
- die Essenberger Straße/Asterlager Straße bis zur Stüning-Kreuzung (Moerser Straße), Gartenstraße, Krefelder Straße, Schelmenweg, Hohenbudberger Straße bis Uerdingen
- die Straße Burgfeld von Moers kommend die Moerser Straße (dort alte Römerstraße) kreuzend, Paschacker, In den Peschen
- Die Moerser Straße von Moers kommend, im weiteren Verlauf Lange Straße, Jägerstraße, Am Buchenbusch, Rheingoldstraße, Reichsstraße in Friemersheim
- Bergheimer Straße, Schauenstraße, Grabenacker, Trompeter Straße, An der Cölve bis Kreuzung Düsseldorfer Straße (B 57)
- ein Hauptweg scheint seinen Verlauf direkt am Rhein entlang ungefähr auf der Deichstraße, die jetzt am Krupp/Logport-Gelände endet, dort weiter an die Bliersheimer Straße und am Damm Richtung Hohenbudberg gehabt zu haben.

Viele der heutigen Hauptstraßen sind Anfang des 20. Jahrhunderts im Rahmen der Erschließung neuer Wohngebiete entstanden. Kleinere Wohnstraßen wurden in der Regel im Rahmen der Wohnbebauung errichtet, beispielsweise in der Margarethensiedlung, den Zechensiedlungen im Bereich der Hüttenstraße und in Bergheim am Steinacker, dem neuen Friemersheimer Dorfkern oder im Musikerviertel (Stadtkernbebauung). Dies ging bis weit in die 1960er-Jahre.
Einige Straßennamen wechselten ihren Namensgeber im Laufe der Zeit: Die Friemersheimer Straße in Hochemmerich wurde Anfang des 20. Jahrhunderts zu Ehren des Krupp-Besitzers in Friedrich-Alfred-Straße umbenannt. Weitere Straßen (z. B. Eisenstraße, Kruppstraße, Gillhausenstraße) sowie ein Platz (Krupp-Platz mit Büste von Friedrich Alfred Krupp) erinnern an die industrielle Vergangenheit. In der NS-Zeit gab es auch die Hermann-Göring-Straße (heute Friedrich-Ebert-Straße) sowie in Friemersheim die Adolf-Hitler-Straße (heute Walther-Rathenau-Straße). Die zunächst nach der kommunalen Neuordnung angekündigten Straßenumbenennungen, um mehrere gleichnamige Straßen innerhalb Duisburgs zu vermeiden, wurden wegen großer Bürgerproteste nicht vollzogen. Daher gibt es manche Straßennamen bis zu fünfmal in Duisburg.
Größere Magistralen und Umgehungsstraßen wurden in den 1960er und 1970er Jahren errichtet und verbreitert: Seit Mitte der 1960er bis 1972 die Friedrich-Ebert-Straße (zum Teil als Ersatz der Bahnhofstraße im Südteil und Anschluss an das Krupp-Gelände über die Gaterwegbrücke), weiter in den Gaterweg (früher Major-Streinbach-Straße), die Neue Krefelder Straße, die Autoschnellstraße von der Moerser Straße zum Autobahnkreuz Moers-West (A 40), zuletzt vor einigen Jahren die Osttangente vom neuen Kreisverkehr auf der Rheinhauser Seite der Hochfelder Rheinbrücke am Rheindamm entlang unter der Eisenbahnbrücke zum Logportgelände. Außerdem die Südtangente (Landesstraße L 47), die von der Gaterwegbrücke aus zur Stadtgrenze Kaldenhausen-Krefeld-Uerdingen an der Düsseldorfer Straße (B 57) an einen Autobahnzubringer zur A 57 (Auffahrt Krefeld-Gartenstadt) sowie ins Krefelder Stadtgebiet führt. Sie hat einen Abzweig zum neuen Gewerbegebiet auf dem ehemaligen Rangierbahnhof Hohenbudberg.

## Wirtschaft
Das wirtschaftliche Leben der Stadt Rheinhausen war über Jahre geprägt durch Kohle und Stahl. Das Hüttenwerk der Firma Krupp wurde am 15. August 1993 stillgelegt. Kohle wurde auf den ebenfalls inzwischen stillgelegten Zechen Diergardt und Mevissen gefördert. Trotz zahlreicher Proteste, die damals in der gesamten Republik ihren Widerhall fanden, konnte die Schließung des vom Strukturwandel in der deutschen Stahlindustrie betroffenen Hüttenwerkes 1993 nicht verhindert werden.
Auf dem Gelände des ehemaligen Hüttenwerkes entstand in den letzten Jahren ein modernes Logistikzentrum mit zahlreichen neu geschaffenen Arbeitsplätzen („Logport“). Inzwischen konnten eine Reihe kleinerer und mittelständischer Unternehmen angesiedelt werden (Logport auf dem ehemaligen Kruppgelände, Gewerbegebiet Mevissen, Businesspark Asterlagen, Gewerbegebiet Hohenbudberg).
Die Arbeitslosigkeit ist deutlich niedriger als in der Stadt Duisburg insgesamt. Ab Juni 2005 wurde der Geschäftsstellenbezirk der Arbeitsagentur Rheinhausen um die Stadtteile Homberg und Baerl erweitert. Der Stand der Arbeitslosigkeit war am 30. November 2014: 10,2 %, in Gesamt-Duisburg 12,4 %.

## Bauwerke

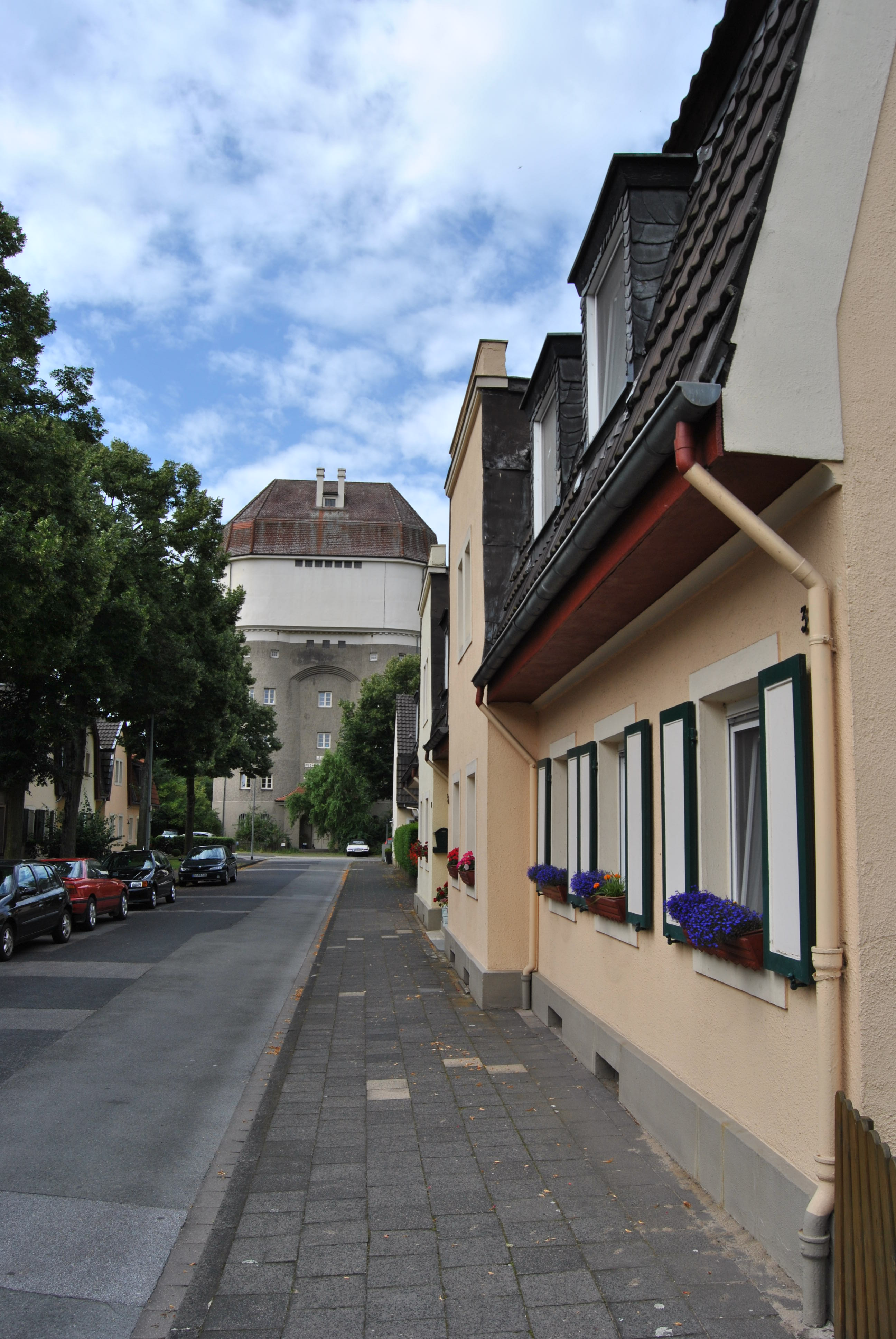
Eisenbahnsiedlung Friemersheim mit dem Doppelwasserturm am ehemaligen Rangierbahnhof Hohenbudberg

### Baudenkmäler
Einige alte Bauwerke sind in Rheinhausen erhalten, z. B. die Mühlen in Friemersheim und Bergheim, die Christuskirche in Hochemmerich und die Dorfkirche in Friemersheim sowie der Werthschenhof in der Friemersheimer Rheinaue. Unter Denkmalschutz steht auch der Wasserturm Hohenbudberg.

### Bunker
Rheinhausen wurde die „BunkerStadt“ des deutschen Reiches genannt. Insgesamt 63 Bunkeranlagen gaben Platz für 46.188 Personen, also fast die gesamte damalige Bevölkerung. Während Erdbunker nach dem Krieg eingeebnet werden konnten (und z. T., z. B. unter dem Marktplatz Hochemmerich, dem Viktoriapark oder dem Rathausvorplatz immer noch vorhanden sind), mussten die elf Hochbunker in Wohnbebauung umgewandelt werden, indem in die Bunkerwände Fensteröffnungen hereingesprengt wurden.

#### Hochbunker in Rheinhausen
| Ortsteil          | Standort                     | aktuelle Nutzung            |
| ----------------- | ---------------------------- | --------------------------- |
| Asterlagen        | Asterlager Str./Hüttenstr.   | Diskothek                   |
| Rheinhausen-Mitte | Atroper Str./Fr.-Alfred-Str. | ehemals DRK-Lager           |
| Hochemmerich      | Bertastr./Dorotheenstr..     | ehemals Bücherei, Wohnungen |
| Hochemmerich      | Hochfelder Str./Rosastr.     | leerstehend                 |
| Hochemmerich      | Günterstr./Hildegardstr.     | ehemals Boutique            |
| Hochemmerich      | Krefelder Str./Bernhardstr   | ehemals THW                 |
| Friemersheim      | Beguinenstr./Herkenweg       | Lager                       |
| Friemersheim      | Am Borgschenhof/Schelmenweg  | Lager                       |
| Friemersheim      | Friemersheim Markt           | Lager/Wohnungen             |
| Friemersheim      | Kronenstr./Adlerstr.         | Wohnungen                   |
| Asterlagen        | Im Kirling/Haraldstr.        | Wohnungen                   |

### Wohnbebauung
Rheinhausen hat einen sehr großen Anteil von Mietwohnungen, Eigenheime sind in untergeordneter Anzahl vorhanden. Der Grund liegt im Wesentlichen in der massiven Bautätigkeit der seinerzeit betriebseigenen Wohnungsbaugesellschaften der Fa. Krupp und der Zechen ab dem Beginn des 20. Jahrhunderts, bis Mitte der 60er Jahre, als Wohnraum für die Beschäftigten der Betriebe geschaffen werden musste. Dabei wurden oft größere Wohnsiedlungen gleichzeitig errichtet, was eine sehr homogene Altersstruktur in einzelnen Siedlungen bedeutet, die erst nach vielen Jahrzehnten beginnt, sich aufzulösen. Genannt sind als Beispiele die Margarethensiedlung oder die Stadtkernbebauung im Zentrum Rheinhausens (zwischen Friedr.-Alfred- und Friedrich-Ebert-Straße sowie beidseits der Lindenallee, errichtet zwischen 1950 und Mitte der 60er Jahre). Die von den werkseigenen Wohnungsbaugesellschaften errichteten Siedlungen haben in den letzten Jahrzehnten teilweise die Eigentümer gewechselt, zum Teil wurden sie den Mietern angeboten. Außerdem haben die beiden im Jahre 1919 gegründeten Wohnungsbaugenossenschaften (Bauverein Rheinhausen und Spar- und Bauverein Friemersheim) einen großen Wohnungsbestand. Von 1950 bis Ende 1967 stieg die Zahl der Wohneinheiten in Rheinhausen von 10.770 auf rund 24.000. In den letzten Jahrzehnten stand der Eigenheimbau im Vordergrund, vor allem im Ortsteil Bergheim, Trompet und Rumeln-Kaldenhausen.
Pläne aus dem Ende der 1960er Jahre, die Margarethensiedlung in eine Hochhausbebauung mit großzügigen Grünflächen umzuwandeln, wurden nie verwirklicht. Damit blieb Rheinhausen eine Auseinandersetzung wie in der Nachbarstadt (dem jetzigen Nachbarstadtbezirk) Homberg um die Rheinpreußensiedlung und die dortige, nur teilweise verwirklichte Hochhausbebauung und ihren heute bestehenden Problemen erspart.

### Eisenbahnbrücke

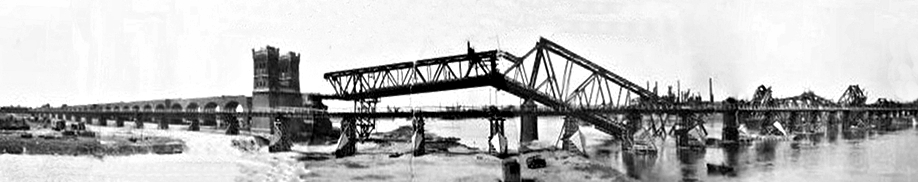
Victory Bridge an der Nordseite der Eisenbahnbrücke.

Vor dem Bau der ersten festen Rheinüberquerung war bereits von 1866 bis 1874 das Eisenbahn-Trajekt Rheinhausen–Hochfeld in Betrieb. Die erste Eisenbahnbrücke von Rheinhausen nach Hochfeld wurde bei Rheinkilometer 774,36 von der Rheinischen Eisenbahn-Gesellschaft im Rahmen der Bahnstrecke Osterath–Dortmund Süd gebaut und am 23. Dezember 1873 eingeweiht. Nach rund 50 Jahren musste sie am 12. Oktober 1927 wegen Altersschwäche stillgelegt durch eine neue Rheinbrücke ersetzt werden.
Diese zweite Rheinbrücke wurde direkt neben der alten zwischen 1925 und 1927 gebaut und am 13. Oktober 1927 dem Verkehr übergeben. Am 4. März 1945 wurde sie in der Mittagszeit von den zurückweichenden deutschen Truppen gesprengt.
Bereits am 8. Mai 1945 errichtete eine Pioniereinheit der US-Armee, das 332nd Engineer General Service Regiment, innerhalb von nur einer Woche neben der zerstörten Brücke eine behelfsmäßige Kriegsbrücke, die „Victory Bridge“ genannt wurde. Am 12. Mai wurde der Eisenbahnverkehr auf ihr aufgenommen.

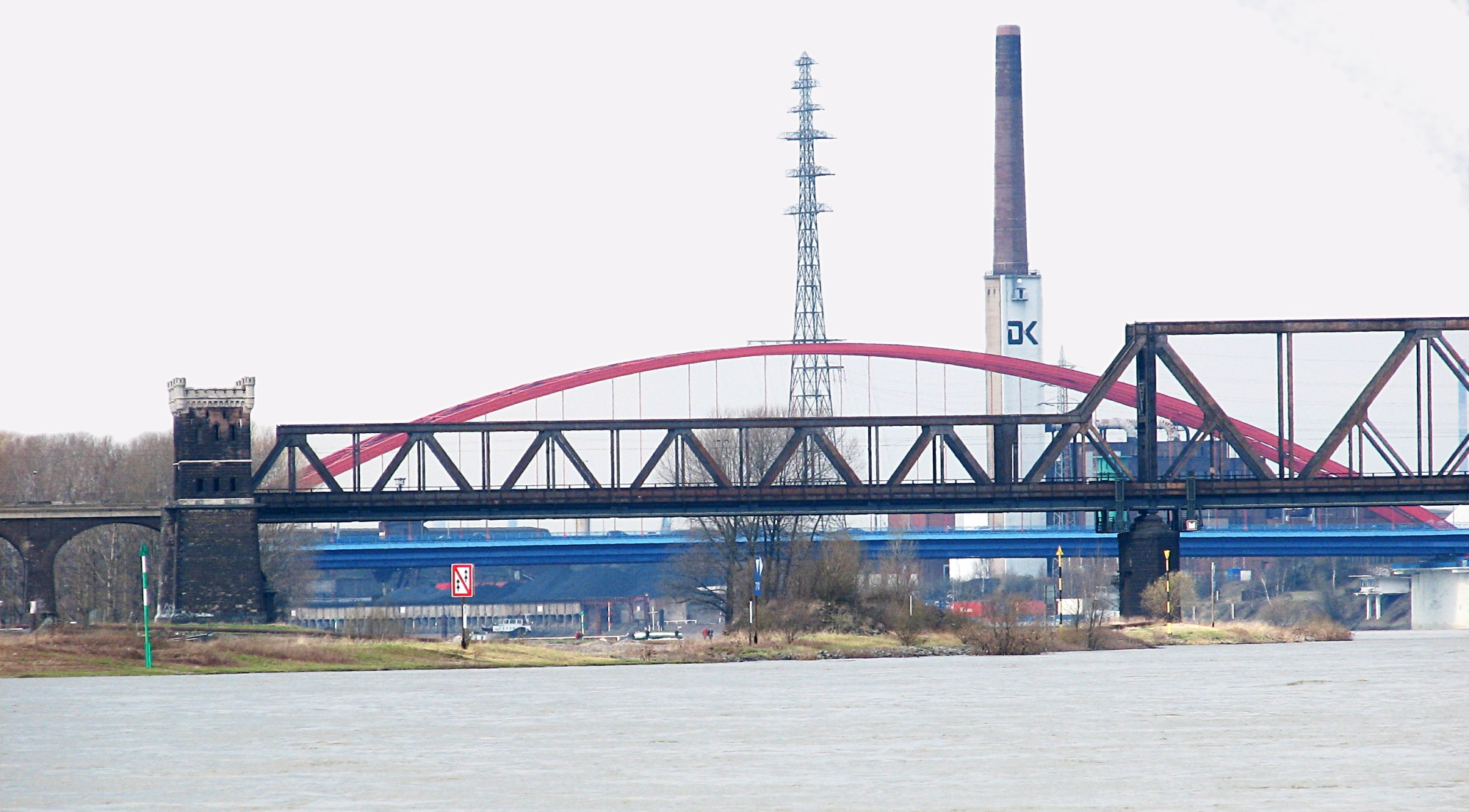
Die dritte Eisenbahnbrücke (der Mast gehört zu der unten beschriebenen Freileitungskreuzung des Rheins)

Der Wiederaufbau der Eisenbahnbrücke begann bereits im Juli 1945 unter Verwendung der noch brauchbaren Teile; für den Verkehr wurde sie am 1. Oktober 1949 einspurig und ein Jahr später zweispurig freigegeben und ist bis heute in Betrieb.

### Straßenbrücke
Erst ab dem 12. Januar 1934 wurde zwischen Rheinhausen und Duisburg-Hochfeld bei Stromkilometer 775,29 eine erste Straßenbrücke errichtet, die Admiral-Graf-Spee-Brücke, die am 22. Mai 1936 vom damaligen Reichsminister Joseph Goebbels zum Verkehr freigegeben wurde. Die Gesamtbaukosten beliefen sich auf rund 6,75 Millionen Reichsmark. An einer Mautstelle war ein Brückengeld zu entrichten, das für Personen über 14 Jahren bei fünf Pfennig, für Pferdefuhrwerke bei 75 Pfennig lag. Ebenso wie die Eisenbahnbrücke wurde sie am 4. März 1945 von der deutschen Wehrmacht gesprengt, nachdem zuletzt die Wehrmachtseinheiten auf das rechte Rheinufer zurückgezogen worden waren. Die linksrheinische Flutbrücke blieb erhalten. Bis April 1946 wurde eine von den Alliierten errichtete Pontonbrücke benutzt.
Eine neue Straßenbrücke wurde an gleicher Stelle ab Juli 1945 gebaut und am 3. Juli 1950 für den Verkehr freigegeben. An die Stelle der früheren Konstruktion trat nach einem Vorschlag der Firma Krupp Stahlbau Rheinhausen ein eleganter Stabbogen, der geradezu eine Filigranarbeit an Schönheit und Schwung darstellt. Während die frühere Brücke vierspurig war, bestand die Besatzungsbehörde auf eine Verringerung auf drei Fahrspuren, die seit einigen Jahren durch eine Ampelanlage unterschiedlich freigegeben werden können. Die Brücke wurde 1988 von den streikenden Krupp-Arbeitern in „Brücke der Solidarität“ umbenannt, die Brückenbenennung wurde von der Stadt später offiziell vollzogen.

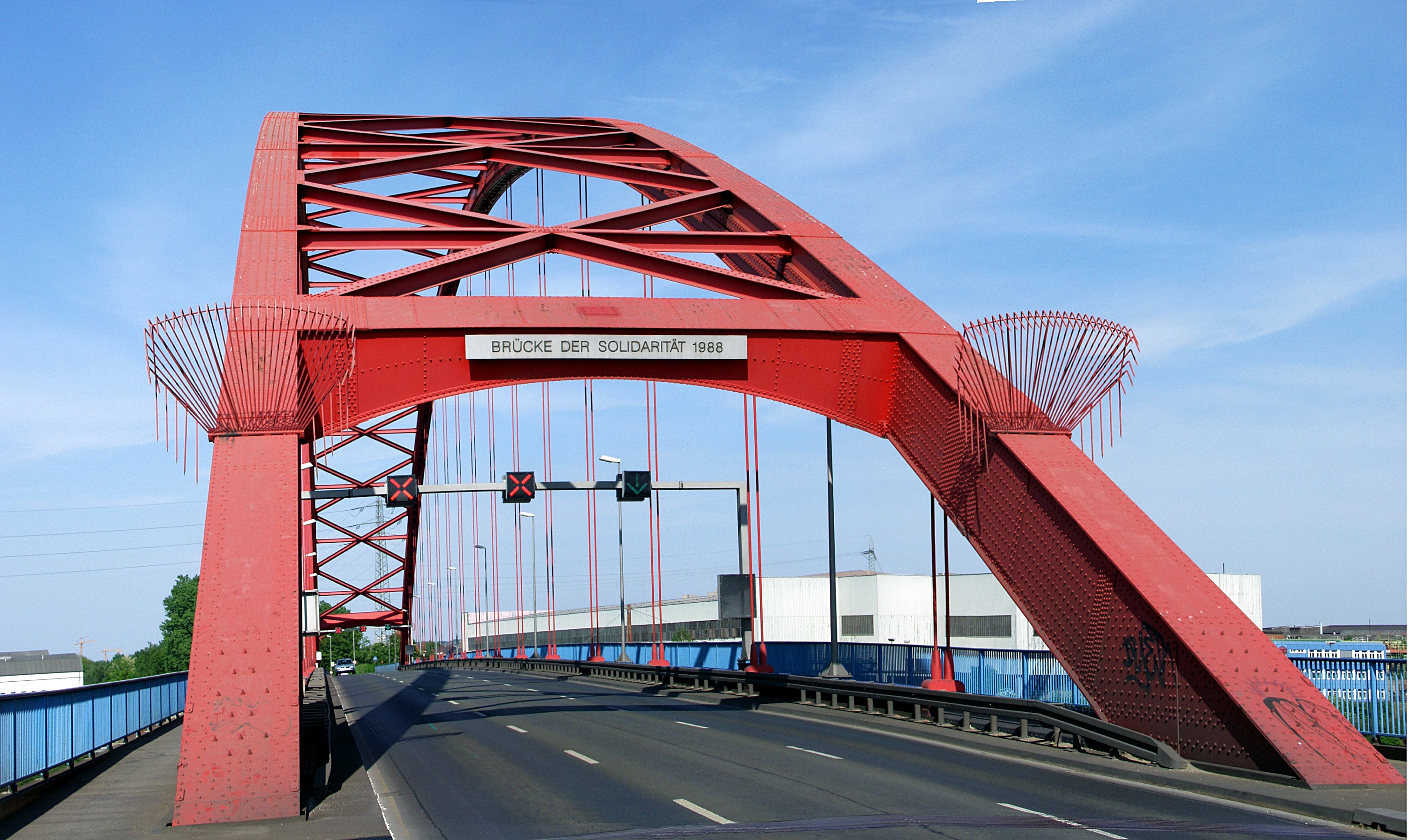
Brücke der Solidarität

1966 bis 1970 wurde an der Grenze der Ortsteile Rheinhausen und Homberg, am Essenberger Bruch, bei Stromkilometer 778,34 eine weitere Rheinbrücke errichtet (Rheinbrücke Neuenkamp), auf der die Autobahn A 40 (früher A 2 / A 430) verläuft. Sie wurde am 16. Oktober 1970 vom Bundesverkehrsminister Georg Leber dem Verkehr übergeben. Sie wird seit 2019 durch einen Neubau ersetzt, nachdem der ständig gewachsene LKW-Verkehr die bisherige Brücke in ihrer Tragfestigkeit beeinträchtigt hatte.

### Hafen

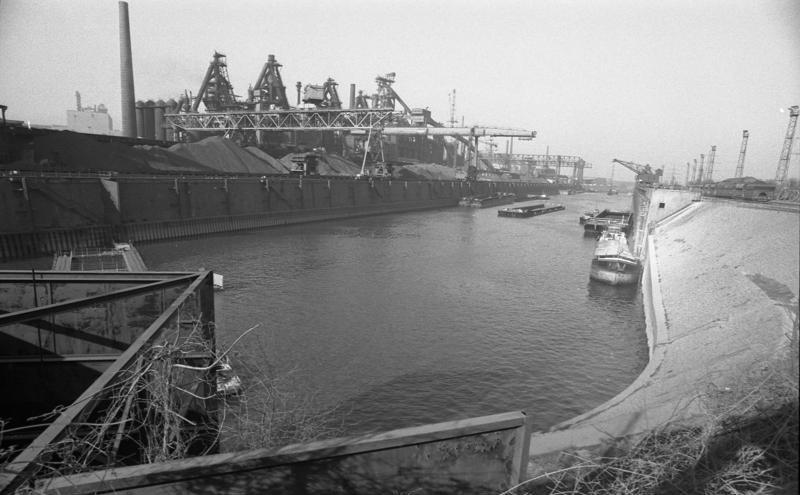
Krupp-Hafen

Der Rheinhauser Rheinhafen wurde 1897 von der Firma Krupp direkt am Werksgelände (südlich der Eisenbahnbrücke) bei Rheinkilometer 773,6 errichtet und diente dem Kohlen- und Eisenerztransport. Heute wird er von der Duisburger Hafengesellschaft Duisport als „Logport“ verwaltet. Der Hafen Mevissen diente ab 1928 der Verschiffung der in den ehemaligen Bergwerken Diergardt und Mevissen geförderten Steinkohle und war mit diesen durch eine Werksbahn verbunden. Er befand sich an der Grenze zur Stadt Homberg bei Rheinkilometer 778,1 unweit der neuen Autobahnbrücke über den Rhein und wurde durch die Mathias Stinnes AG betrieben.

## Persönlichkeiten

### In Rheinhausen geborene Persönlichkeiten
- Jupp Becker (1909–1997), Turnlehrer und Turnorganisator
- Otto Kuhlmann (1909–1991), Opernsänger, Regisseur, Schauspieler und Synchronsprecher
- Erich Gerlach (1910–1972), Politiker (SAPD, SPD) und Wirtschaftswissenschaftler
- Adolf Oehlen (1914–1972), Illustrator und Karikaturist, sowie Vater von Albert und Markus Oehlen
- Katharina Reiß (1923–2018), Übersetzerin und Übersetzungswissenschaftlerin
- Günter Birtsch (* 1929), Historiker
- Heribert Esser (* 1929), Dirigent und Hochschullehrer
- Aletta Eßer (1934–1990), Schriftstellerin
- Kriemhild Limberg, geb. Hausmann (1934–2020), Diskuswerferin
- Friedel Neuber (1935–2004), SPD-Mitglied, Landtagsabgeordneter (Nordrhein-Westfalen), Vorstand der WestLB
- Godebert M. Reiß (1937–2023), Antiquar und Buchauktionator
- Manfred Bruckschen (1938–2019), Politiker (SPD) und Betriebsrat
- Horst Günther (* 1939), Bundestagsabgeordneter (CDU)
- Gerhard Sedlacek (1939–2012), Bauingenieur im Fachgebiet Stahlbau
- Hans-Joachim Wiese (1940–2007), Internetpionier sowie Veranstalter von Kunstausstellungen und Jazzkonzerten
- Johannes Heinrichs (* 1942), Philosoph, Sozialethiker, Schriftsteller
- Johannes Hengstenberg (1944–2019), Klimaschützer und Sozial-Unternehmer
- Ernst Kausen (* 1948), Hochschullehrer (Mathematik, Sprachwissenschaft)
- Heinz-Gerd Hofschen (1949–2019), Historiker und Leiter der Abteilung Stadtgeschichte im Focke-Museum.
- Dieter Soika (* 1949), Journalist
- Julius Georg Luy (* 1953), Diplomat
- Peter Honnen (* 1954), Sprachwissenschaftler und Spezialist für die Sprachen des Rheinlandes
- Hermann Cölfen (1959–2017), Germanist
- Barbara Hindahl (* 1960), Künstlerin und Lehrbeauftragte
- Wolfgang Trepper (* 1961), Kabarettist und Moderator
- Jochen Flasbarth (* 1962), Umweltpolitiker, Staatssekretär im Bundesministerium für Umwelt, Naturschutz, Bau und Reaktorsicherheit
- Enno Stahl (* 1962), Autor
- Christoph Höh (* 1963), Politiker (Bündnis 90/Die Grünen)
- Graciano Rocchigiani (1963–2018), Boxer (Weltmeister, Europameister)
- Ralf Rocchigiani (* 1963), Boxer (Weltmeister)
- Martin Kröger (* 1965), deutsch-schweizerischer Physiker und Hochschullehrer
- Christian Ehring (* 1972), Moderator, Kabarettist, Autor und Musiker
- Thomas Schneider (* 1972), Co-Trainer DFB-Nationalmannschaft
- Maren Meinert (* 1973), Fußballspielerin (Fußballweltmeisterin, -europameisterin)
- Daniel Stephan (* 1973), Handballspieler
- Achim Schürmann (* 1974), Handballspieler und Handballtrainer
- Pia Heinemann (* 1975), Wissenschaftsjournalistin

### Mit Rheinhausen verbundene Persönlichkeiten
- Friedrich Albert Meyer (1883–1967), Journalist, Autor und Stadtarchivar
- Volkram Anton Scharf (1906–1987), Pseudonym Katsu, Kunstmaler und Bildhauer in Rheinhausen-Oestrum
- Heinrich Rindfleisch (1916–1969), Arzt und SS-Offizier; war bis zu seinem Tod im Juli 1969 als Chefarzt der Chirurgischen Abteilung des Johanniter-Krankenhauses in Rheinhausen tätig
- Günter Mollowitz (1920–2011), Chirurg, lebte und arbeitete in Duisburg-Rheinhausen
- Erich „Fuzzy“ Wiesner (1931–2017), Hauptbetreiber der Sioux Montana Ranch, dem Nachbau einer ehemaligen Westernstadt in Rheinhausen
- Peter Lindbergh (1944–2019), Starfotograf in Paris[30]
- Sándor Szombati (1951–2006), Musiker und Künstler, er schuf Klangskulpturen und kinetische Objekte
- Theo Steegmann (1955–2023), Betriebsrat während des Arbeitskampfs 1987/1988
- Michael W. Driesch (* 1963), Filmemacher und Unternehmer
- Ramin Djawadi (* 1974), deutsch-iranischer Komponist orchestraler Musik für Film und Fernsehen. Er wurde u. a. durch seine Musik für die US-Fernsehserie Game of Thrones bekannt.[31]